# NBA
L'NBA (National Basketball Association, traduït al català: Associació Nacional de Basquetbol) és la principal lliga professional de bàsquet als Estats Units. Se la considera habitualment la lliga més competitiva del món. La lliga es va fundar a la ciutat de Nova York el 6 de juny de 1946 com a Basketball Association of America (BAA). Va canviar el seu nom per la National Basketball Association el 3 d'agost de 1949, després de fusionar-se amb la competència de la National Basketball League (NBL). L'NBA va ser fundada per 11 equips, i després de diverses ampliacions, reduccions i trasllats, actualment la formen 30 equips: 29 dels Estats Units i un del Canadà.

## Sistema de competició

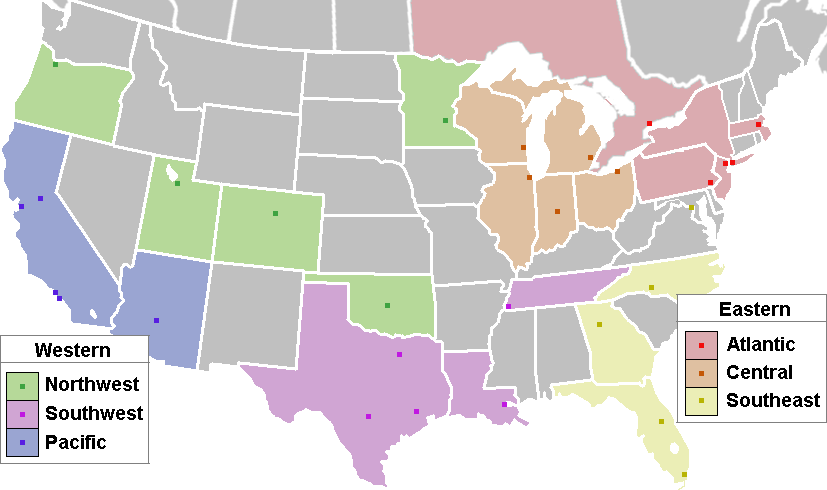
Distribució dels equips en el mapa dels EUA

La lliga professional americana de bàsquet està dividida en dues conferències, la Conferència Est i la Conferència Oest que consten de 3 divisions cada una. Primerament es juguen una sèrie de partits de pretemporada, després la temporada regular, de 82 partits. Finalment els 8 equips més ben classificats de cada Conferència s'enfronten entre ells en eliminatories al millor de 7 partits, aquest procés és conegut com a Playoffs.
La pretemporada s'acostuma a realitzar entre els mateixos equips de la NBA, de totes maneres l'organització de lliga cada cop intenta promocionar-se més enllà de les fronteres dels EUA. Per aquest motiu, alguns equips preparen la temporada amb alguns partits a Europa o Àsia. A Catalunya la temporada 2004-2005 varen poder veure un enfrontament entre la secció de bàsquet del FC Barcelona i els Memphis Grizzlies. La temporada 2006-2007, el Barça repetiria com a equip de la pretemporada de la NBA enfrontant-se als Philadelphia 76ers i posteriorment, la temporada 2016-2017 ho va fer contra els Oklahoma City Thunder.
La temporada regular consta de 82 partits. Cada equip juga 41 partits com a local i 41 com a visitant. Els adversaris de cada partit es distribueixen de la següent manera: 4 partits contra els equips de la mateixa divisió, 3 o 4 partits contra els equips de la mateixa conferència, però de diferent divisió i dos partits contra els de l'altra conferència.
Al febrer, durant un cap de setmana la lliga s'atura per celebrar, cada any en una ciutat diferent dels EUA, el partit de les estrelles o All-Star Game, on, fins a la temporada 2016-2017 els millors jugadors de cada conferència configuren un equip que s'enfronta al millor equip de l'altra conferència. A partir de la temporada següent degut al gran desnivell que hi havia entre ambdues Conferències, els equips van passar a fer-se a partir de dos capitans. Aquests escullen els membres dels seus equips d'entre un conjunt de jugadors votats amb anterioritat. Aquest esdeveniment s'emmarca dins l'All-Star Weekend de l'NBA, on el divendres també se celebra el partit entre els millors rookies o jugadors novells i els millors jugadors de segon any i el dissabte els concurs d'esmaixades i de triples.
És el mes d'abril quan finalitza la temporada regular. Durant aquest temps, comença el període de votació dels premis individuals de la temporada. El premi al millor sisè jugador, que és aquell jugador que sense ser titular té una millor aportació a l'equip. El rookie de l'any, el jugaror que ha millorat més respecte la temporada anterior, millor jugador defensiu, el millor entrenador i el MVP (Most Valuable Player) de la temporada. A més a més, Sporting News concedeix anualment un premi no oficial al millor executiu de la temporada.
Finalment, també es dona el cinc inicial ideal de la lliga, el segon i el tercer equip ideal.
Els Playoffs comencen a finals d'abril amb vuit equips per conferència. Aquests equips són els que tenen un millor balanç de victòries i derrotes al llarg de la temporada regular

## Franquícies

### Conferència Est
| Divisió   | Equip               | Colors               | Pavelló                 | Fundat |
| --------- | ------------------- | -------------------- | ----------------------- | ------ |
| Atlàntica | Boston Celtics      | Verd, Blanc          | TD Garden               | 1946   |
| Atlàntica | Brooklyn Nets       | Negre, Plata         | Barclays Center         | 1967*  |
| Atlàntica | New York Knicks     | Blau, Taronja        | Madison Square Garden   | 1946   |
| Atlàntica | Philadelphia 76ers  | Blanc, Vermell, Blau | Wells Fargo Center      | 1939*  |
| Atlàntica | Toronto Raptors     | Roig, Violeta        | Air Canada Centre       | 1995   |
| Central   | Chicago Bulls       | Roig, Negre, Blanc   | United Center           | 1966   |
| Central   | Cleveland Cavaliers | Vi, Or, blau fosc    | Quicken Loans Arena     | 1970   |
| Central   | Detroit Pistons     | Blau, Vermell, Blanc | Little Caesars Arena    | 1941*  |
| Central   | Indiana Pacers      | Blau, Groc           | Bankers Life Fieldhouse | 1967   |
| Central   | Milwaukee Bucks     | Verd i blanc         | Fiserv Forum            | 1968   |
| Sud-est   | Atlanta Hawks       | Roig, Negre          | State Farm Arena        | 1946*  |
| Sud-est   | Charlotte Hornets   | Lila, Blau           | Spectrum Center         | 2004   |
| Sud-est   | Miami Heat          | Roig, Negre,blanc    | American Airlines Arena | 1988   |
| Sud-est   | Orlando Magic       | Blau, Negre, Plata   | Amway Center            | 1989   |
| Sud-est   | Washington Wizards  | Blau, Vermell, Blanc | Capital One Arena       | 1961*  |

### Conferència Oest
| Divisió   | Equip                  | Colors                 | Pavelló                    | Fundat |
| --------- | ---------------------- | ---------------------- | -------------------------- | ------ |
| Nord-oest | Denver Nuggets         | Blau Marí, Groc        | Ball Arena                 | 1967   |
| Nord-oest | Minnesota Timberwolves | Blau, Negre, Verd      | Target Center              | 1989   |
| Nord-oest | Portland Trail Blazers | Roig, Plata, Negre     | Moda Center                | 1970   |
| Nord-oest | Oklahoma City Thunder  | Blau, Taronja          | Chesapeake Energy Arena    | 1967*  |
| Nord-oest | Utah Jazz              | Blau Marí, Blau Cel    | Vivint Smart Home Arena    | 1974*  |
| Sud-oest  | Dallas Mavericks       | Blau, Negre, Plata     | American Airlines Center   | 1980   |
| Sud-oest  | Houston Rockets        | Roig, Plata            | Toyota Center              | 1967*  |
| Sud-oest  | Memphis Grizzlies      | Blau fosc, Groc        | FedEx Forum                | 1995*  |
| Sud-oest  | New Orleans Pelicans   | Blau, Daurat, Vermell  | Smoothie King Center       | 1988*  |
| Sud-oest  | San Antonio Spurs      | Negre, Plata, Blanc    | AT&T Center                | 1967*  |
| Pacífic   | Golden State Warriors  | Blau, Taronja, Or      | Chase Center               | 1946*  |
| Pacífic   | Los Angeles Clippers   | Roig, Blau, Blanc      | Staples Center             | 1970*  |
| Pacífic   | Los Angeles Lakers     | Violeta, Or            | Staples Center             | 1946*  |
| Pacífic   | Phoenix Suns           | Violeta, Taronja, Gris | Talking Stick Resort Arena | 1968   |
| Pacífic   | Sacramento Kings       | Violeta, Plata, Negre  | Golden 1 Center            | 1945*  |

Notes:
- Un asterisc (*) mostra un moviment de franquícia.
- Indiana Pacers, New Jersey Nets, San Antonio Spurs i Denver Nuggets entraren a l'NBA l'any 1976 procedents de l' ABA.
- Els Hornets van jugar uns quants partits a Oklahoma City com a conseqüència que el seu pavelló va ser destruït pel Katrina

## Història
L'NBA es fundà a Nova York el 6 de juny de 1946 amb el nom de Basketball Association of America. Fou la competició precursora de l'NBA, creada pels propietaris dels principals pavellons esportius del nord-est i mig-oest dels Estats Units. El partit inaugural fou New York Knicks – Toronto Huskies, l'1 de novembre de 1946 al Maple Leaf Gardens de Toronto davant de 7.090 espectadors.
L'any 1949 adoptà l'actual nom quan es fusionà amb la National Basketball League. La primera temporada de l'NBA comptà amb 17 franquícies localitzades en una mescla de ciutats grans i petites. A poc a poc les franquícies anaren movent-se cap a ciutats més grans. El Hawks passaren de l'àrea de Tri-Cities a Milwaukee i després a Saint Louis; els Royals de Rochester a Cincinnati; i els Pistons de Fort Wayne a Detroit.
L'any 1950 va veure l'aparició a la lliga dels primers jugadors afroamericans, com Chuck Cooper (Boston Celtics), Nat "Sweetwater" Clifton (New York Knicks) i Earl Lloyd (Washington Capitols). Aquests anys dominaren la competició els Minneapolis Lakers liderats pel pivot George Mikan guanyant cinc anells.
L'any 1956 un nou pivot, Bill Russell, s'incorporà als Boston Celtics, que ja comptaven amb estrelles com Bob Cousy. De la mà d'aquest jugadors i de l'entrenador Red Auerbach, els Celtics iniciaren una nova nissaga de poder guanyant 11 títols en 13 temporades. Aquest domini només fou contestat per un nou jugador, Wilt Chamberlain, que entrà a la lliga el 1959 i es convertí en un dels jugadors més determinants del campionat, establint diversos rècords que encara avui no s'han superat com el dels 100 punts en un partit.
La lliga s'engrandí amb l'aparició de noves grans ciutats que acolliren clubs a la competició, Los Angeles amb els Lakers, San Francisco amb els Warriors i Filadèlfia amb els Nationals. L'any 1967, però, aparegué una important amenaça per a la competició, com fou l'aparició de l'ABA. Ambdues lligues competiren per tenir els millors jugadors. Un jove pivot, Lew Alcindor, fitxà pels Milwaukee Bucks de l'NBA, guanyant el títol el seu segon any, acompanyat per Oscar Robertson. Més tard seria gran estrella dels Lakers. En canvi, un jugador anomenat Julius Erving fitxà per la ABA. En finalitzar la temporada 1976 les dues lligues arribaren a un acord per fusionar-se. Quatre equips de l'ABA (New York Nets, Denver Nuggets, Indiana Pacers i San Antonio Spurs) ingressaren a l'NBA, amb l'augment de les franquícies a 22. També s'incorporaren regles de la nova competició com el llançament de tres punts.
En la dècada dels vuitanta-dos jugadors Magic Johnson i Larry Bird encapçalaren els Lakers i els Celtics, respectivament. Els dos clubs mantingueren espectaculars duels que augmentaren l'interès de la competició a tot el món (ajudat per la millora de les telecomunicacions, que permeté les retransmissions de l'NBA arreu). Entre ambdós aconseguiren 8 anells de campions. El procés d'expansió cada cop era major. L'any 1989 la lliga arribà als 27 equips. Els anys 90, estigueren liderats per Michael Jordan que guanyà sis anells de campió amb els Chicago Bulls.
Durant els Jocs Olímpics de Barcelona 1992 es reuní a Barcelona la millor selecció de bàsquet que mai s'ha vist. Rebé l'apel·latiu de dream team i congregà jugadors com Larry Bird, Magic Johnson, Michael Jordan o Charles Barkley. La cada cop major igualtat existent dins del bàsquet mundial feu necessari que per primer cop a la història, el comitè olímpic dels Estats Units presentés un combinat de l'NBA per a participar en els Jocs. Fins aleshores la selecció americana competia amb jugadors universitaris de l'NCAA. Un altre fet que mostra aquesta major igualtat dins el basquetbol mundial queda palès en el fet que l'NBA ha passat, de ser una competició exclusivament de jugadors estatunidencs a importar nombrosos jugadors de la resta del món. Alguns d'ells eren formats a les universitats americanes, com el nigerià Hakeem Olajuwon, d'altres es van formar al bàsquet de la resta del món com el català Pau Gasol, el xinès Yao Ming, l'alemany Dirk Nowitzki o l'argentí Manu Ginóbili.
L'any 1996, l'NBA creà una versió femenina de la competició, la WNBA. Avui dia, amb més de 30 franquícies, televisada a 212 nacions en 42 idiomes, l'NBA és un dels espectacles televisius més importants del planeta.
Durant els últims anys hem vist una egemonia mai vista abans a la lliga per part dels Golden State Warriors i els Cleveland Cavaliers, que van liderar la lliga durant tres anys seguits aconseguint arribar a les finals, fent que així els seus màxims competidors es reforcessin per aconseguir l'anell, fent que la lliga arrivés a un nivell de competitivitat mai vist abans.

## Historial
| Temporada | Campió                  | Subcampió                | Resultat | MVP Lliga Regular                              | Millor Entrenador                   |
| 1946-1947 | Philadelphia Warriors * | Chicago Stags            | 4-1      |                                                |                                     |
| 1947-1948 | Baltimore Bullets       | Philadelphia Warriors    | 4-2      |                                                |                                     |
| 1948-1949 | Minneapolis Lakers *    | Washington Capitols      | 4-2      |                                                |                                     |
| 1949-1950 | Minneapolis Lakers *    | Syracuse Nationals *     | 4-2      |                                                |                                     |
| 1950-1951 | Rochester Royals *      | New York Knicks          | 4-3      |                                                |                                     |
| 1951-1952 | Minneapolis Lakers      | New York Knicks          | 4-3      |                                                |                                     |
| 1952-1953 | Minneapolis Lakers      | New York Knicks          | 4-1      |                                                |                                     |
| 1953-1954 | Minneapolis Lakers      | Syracuse Nationals       | 4-3      |                                                |                                     |
| 1954-1955 | Syracuse Nationals      | Fort Wayne Pistons *:    | 4-3      |                                                |                                     |
| 1955-1956 | Philadelphia Warriors   | Fort Wayne Pistons       | 4-1      | Bob Pettit, St. Louis                          |                                     |
| 1956-1957 | Boston Celtics          | Saint Louis Hawks *      | 4-3      | Bob Cousy, Boston                              |                                     |
| 1957-1958 | Saint Louis Hawks       | Boston Celtics           | 4-2      | Bill Russell, Boston                           |                                     |
| 1958-1959 | Boston Celtics          | Minneapolis Lakers       | 4-0      | Bob Pettit, St. Louis                          |                                     |
| 1959-1960 | Boston Celtics          | Saint Louis Hawks        | 4-3      | Wilt Chamberlain, Philadelphia                 |                                     |
| 1960-1961 | Boston Celtics          | Saint Louis Hawks        | 4-1      | Bill Russell, Boston                           |                                     |
| 1961-1962 | Boston Celtics          | Los Angeles Lakers       | 4-3      | Bill Russell, Boston                           |                                     |
| 1962-1963 | Boston Celtics          | Los Angeles Lakers       | 4-2      | Bill Russell, Boston                           | Harry Gallatin, St. Louis           |
| 1963-1964 | Boston Celtics          | San Francisco Warriors * | 4-1      | Oscar Robertson, Cincinnati                    | Alex Hannum, San Francisco          |
| 1964-1965 | Boston Celtics          | Los Angeles Lakers       | 4-1      | Bill Russell, Boston                           | Red Auerbach, Boston                |
| 1965-1966 | Boston Celtics          | Los Angeles Lakers       | 4-3      | Wilt Chamberlain, Philadelphia                 | Dolph Schayes, Philadelphia         |
| 1966-1967 | Philadelphia 76ers      | San Francisco Warriors   | 4-2      | Wilt Chamberlain, Philadelphia                 | Johnny Kerr, Chicago                |
| 1967-1968 | Boston Celtics          | Los Angeles Lakers       | 4-2      | Wilt Chamberlain, Philadelphia                 | Richie Guerin, St. Louis            |
| 1968-1969 | Boston Celtics          | Los Angeles Lakers       | 4-3      | Wes Unseld, Baltimore                          | Gene Shue, Baltimore                |
| 1969-1970 | New York Knicks         | Los Angeles Lakers       | 4-3      | Willis Reed, New York                          | Red Holzman, New York               |
| 1970-1971 | Milwaukee Bucks         | Baltimore Bullets *      | 4-0      | Kareem Abdul-Jabbar, Milwaukee                 | Dick Motta, Chicago                 |
| 1971-1972 | Los Angeles Lakers      | New York Knicks          | 4-1      | Kareem Abdul-Jabbar, Milwaukee                 | Bill Sharman, Los Angeles           |
| 1972-1973 | New York Knicks         | Los Angeles Lakers       | 4-1      | Dave Cowens, Boston                            | Tom Heinsohn, Boston                |
| 1973-1974 | Boston Celtics          | Milwaukee Bucks          | 4-3      | Kareem Abdul-Jabbar, Milwaukee                 | Ray Scott, Detroit                  |
| 1974-1975 | Golden State Warriors   | Washington Bullets *     | 4-0      | Bob McAdoo, Buffalo                            | Phil Johnson, Kansas City-Omaha     |
| 1975-1976 | Boston Celtics          | Phoenix Suns             | 4-2      | Kareem Abdul-Jabbar, Los Angeles               | Bill Fitch, Cleveland               |
| 1976-1977 | Portland Trail Blazers  | Philadelphia 76ers       | 4-2      | Kareem Abdul-Jabbar, Los Angeles               | Tom Nissalke, Houston               |
| 1977-1978 | Washington Bullets      | Seattle SuperSonics      | 4-3      | Bill Walton, Portland                          | Hubie Brown, Atlanta                |
| 1978-1979 | Seattle SuperSonics     | Washington Bullets       | 4-1      | Moses Malone, Houston                          | Cotton Fitzsimmons, Kansas City     |
| 1979-1980 | Los Angeles Lakers      | Philadelphia 76ers       | 4-2      | Kareem Abdul-Jabbar, Los Angeles               | Bill Fitch, Boston                  |
| 1980-1981 | Boston Celtics          | Houston Rockets          | 4-2      | Julius Erving, Philadelphia                    | Jack McKinney, Indiana              |
| 1981-1982 | Los Angeles Lakers      | Philadelphia 76ers       | 4-2      | Moses Malone, Houston                          | Gene Shue, Washington               |
| 1982-1983 | Philadelphia 76ers      | Los Angeles Lakers       | 4-0      | Moses Malone, Philadelphia                     | Don Nelson, Milwaukee               |
| 1983-1984 | Boston Celtics          | Los Angeles Lakers       | 4-3      | Larry Bird, Boston                             | Frank Layden, Utah                  |
| 1984-1985 | Los Angeles Lakers      | Boston Celtics           | 4-2      | Larry Bird, Boston                             | Don Nelson, Milwaukee               |
| 1985-1986 | Boston Celtics          | Houston Rockets          | 4-2      | Larry Bird, Boston                             | Mike Fratello, Atlanta              |
| 1986-1987 | Los Angeles Lakers      | Boston Celtics           | 4-2      | Magic Johnson, Los Angeles Lakers              | Mike Schuler, Portland              |
| 1987-1988 | Los Angeles Lakers      | Detroit Pistons          | 4-3      | Michael Jordan, Chicago                        | Doug Moe, Denver                    |
| 1988-1989 | Detroit Pistons         | Los Angeles Lakers       | 4-0      | Magic Johnson, Los Angeles Lakers              | Cotton Fitzsimmons, Phoenix         |
| 1989-1990 | Detroit Pistons         | Portland Trail Blazers   | 4-1      | Magic Johnson, Los Angeles Lakers              | Pat Riley, Los Angeles Lakers       |
| 1990-1991 | Chicago Bulls           | Los Angeles Lakers       | 4-1      | Michael Jordan, Chicago                        | Don Chaney, Houston                 |
| 1991-1992 | Chicago Bulls           | Portland Trail Blazers   | 4-2      | Michael Jordan, Chicago                        | Don Nelson, Golden State            |
| 1992-1993 | Chicago Bulls           | Phoenix Suns             | 4-2      | Charles Barkley, Phoenix                       | Pat Riley, New York                 |
| 1993-1994 | Houston Rockets         | New York Knicks          | 4-3      | Hakeem Olajuwon, Houston                       | Lenny Wilkens, Atlanta              |
| 1994-1995 | Houston Rockets         | Orlando Magic            | 4-0      | David Robinson, San Antonio                    | Del Harris, Los Angeles Lakers      |
| 1995-1996 | Chicago Bulls           | Seattle SuperSonics      | 4-2      | Michael Jordan, Chicago                        | Phil Jackson, Chicago               |
| 1996-1997 | Chicago Bulls           | Utah Jazz                | 4-2      | Karl Malone, Utah                              | Pat Riley, Miami                    |
| 1997-1998 | Chicago Bulls           | Utah Jazz                | 4-2      | Michael Jordan, Chicago                        | Larry Bird, Indiana                 |
| 1998-1999 | San Antonio Spurs       | New York Knicks          | 4-1      | Karl Malone, Utah                              | Mike Dunleavy Sr., Portland         |
| 1999-2000 | Los Angeles Lakers      | Indiana Pacers           | 4-2      | Shaquille O'Neal, Los Angeles Lakers           | Doc Rivers, Orlando                 |
| 2000-2001 | Los Angeles Lakers      | Philadelphia 76ers       | 4-1      | Allen Iverson, Philadelphia                    | Larry Brown, Philadelphia           |
| 2001-2002 | Los Angeles Lakers      | New Jersey Nets          | 4-0      | Tim Duncan, San Antonio                        | Rick Carlisle, Detroit              |
| 2002-2003 | San Antonio Spurs       | New Jersey Nets          | 4-2      | Tim Duncan, San Antonio                        | Gregg Popovich, San Antonio         |
| 2003-2004 | Detroit Pistons         | Los Angeles Lakers       | 4-1      | Kevin Garnett, Minnesota                       | Hubie Brown, Memphis                |
| 2004-2005 | San Antonio Spurs       | Detroit Pistons          | 4-3      | Steve Nash, Phoenix                            | Mike D'Antoni, Phoenix              |
| 2005-2006 | Miami Heat              | Dallas Mavericks         | 4-2      | Steve Nash, Phoenix                            | Avery Johnson, Dallas Mavericks     |
| 2006-2007 | San Antonio Spurs       | Cleveland Cavaliers      | 4-0      | Dirk Nowitzki, Dallas                          | Sam Mitchell, Toronto Raptors       |
| 2007-2008 | Boston Celtics          | Los Angeles Lakers       | 4-2      | Kobe Bryant, Los Angeles Lakers                | Byron Scott, New Orleans Hornets    |
| 2008-2009 | Los Angeles Lakers      | Orlando Magic            | 4-1      | LeBron James, Cleveland Cavaliers              | Mike Brown, Cleveland Cavaliers     |
| 2009-2010 | Los Angeles Lakers      | Boston Celtics           | 4-3      | LeBron James, Cleveland Cavaliers              | Scott Brooks, Oklahoma City Thunder |
| 2010-2011 | Dallas Mavericks        | Miami Heat               | 4-2      | Derrick Rose, Chicago Bulls                    | Tom Thibodeau, Chicago Bulls        |
| 2011-2012 | Miami Heat              | Oklahoma City Thunder    | 4-1      | LeBron James, Miami Heat                       | Gregg Popovich, San Antonio Spurs   |
| 2012-2013 | Miami Heat              | San Antonio Spurs        | 4-3      | LeBron James, Miami Heat                       | George Karl, Denver Nuggets         |
| 2013-2014 | San Antonio Spurs       | Miami Heat               | 4-1      | Kevin Durant, Oklahoma City Thunder            | George Karl, Denver Nuggets         |
| 2014-2015 | Golden State Warriors   | Cleveland Cavaliers      | 4-2      | Stephen Curry, Golden State Warriors           | Mike Budenholzer, Atlanta Hawks     |
| 2015-2016 | Cleveland Cavaliers     | Golden State Warriors    | 4-3      | Stephen Curry, Golden State Warriors           | Steve Kerr, Golden State Warriors   |
| 2016-2017 | Golden State Warriors   | Cleveland Cavaliers      | 4-1      | Russell Westbrook, Oklahoma City Thunder       | Mike D'Antoni, Houston Rockets      |
| 2017-2018 | Golden State Warriors   | Cleveland Cavaliers      | 4-0      | James Harden, Houston Rockets                  | Dwane Casey, Toronto Raptors        |
| 2018-2019 | Toronto Raptors         | Golden State Warriors    | 4-2      | Iannis Adetokunbo, Milwaukee Bucks             | Mike Budenholzer, Milwaukee Bucks   |
| 2019-2020 | Los Angeles Lakers      | Miami Heat               | 4-2      | Iannis Adetokunbo, Milwaukee Bucks             | Nick Nurse, Toronto Raptors         |
| 2020-2021 | Milwaukee Bucks         | Phoenix Suns             | 4-2      | Nikola Jokić, Denver                           | Tom Thibodeau, New York Knicks      |
| 2021-2022 | Golden State Warriors   | Boston Celtics           | 4-2      | Nikola Jokić, Denver                           | Monty Williams, Phoenix Suns        |
| 2022-2023 | Denver Nuggets          | Miami Heat               | 4-1      | Joel Embiid, Philadelphia                      | Mike Brown, Sacramento Kings        |
| 2023-2024 | Boston Celtics          | Dallas Mavericks         | 4-1      | Nikola Jokić, Denver                           | Joe Mazzulla, Boston Celtics        |
| 2024-2025 | Oklahoma City Thunder   | Indiana Pacers           | 4-3      | Shai Gilgeous-Alexander, Oklahoma City Thunder | Rick Carlisle, Indiana Pacers       |

## Palmarès
| Equip                                 | Campionats | Anys |
| ------------------------------------- | ---------- | --- |
| Boston Celtics                        | 18         | 1957, 1959, 1960, 1961, 1962, 1963, 1964, 1965, 1966, 1968, 1969, 1974, 1976, 1981, 1984, 1986, 2008, 2024 |
| Minneapolis/Los Angeles Lakers        | 17         | 1949, 1950, 1952, 1953, 1954, 1972, 1980, 1982, 1985, 1987, 1988, 2000, 2001, 2002, 2009, 2010, 2020       |
| Philadelphia/Golden State Warriors    | 7          | 1947, 1956, 1975, 2015, 2017, 2018, 2022                                                                   |
| Chicago Bulls                         | 6          | 1991, 1992, 1993, 1996, 1997, 1998                                                                         |
| San Antonio Spurs                     | 5          | 1999, 2003, 2005, 2007, 2014                                                                               |
| Syracuse Nationals/Philadelphia 76ers | 3          | 1955, 1967, 1983                                                                                           |
| Detroit Pistons                       | 3          | 1989, 1990, 2004                                                                                           |
| Miami Heat                            | 3          | 2006, 2012, 2013                                                                                           |
| New York Knicks                       | 2          | 1970, 1973                                                                                                 |
| Houston Rockets                       | 2          | 1994, 1995                                                                                                 |
| Milwaukee Bucks                       | 2          | 1971, 2021                                                                                                 |
| Baltimore Bullets                     | 1          | 1948 |
| Rochester Royals/Sacramento Kings     | 1          | 1951 |
| St. Louis/Atlanta Hawks               | 1          | 1958 |
| Portland Trail Blazers                | 1          | 1977 |
| Washington Bullets/Wizards            | 1          | 1978 |
| Seattle SuperSonics                   | 1          | 1979 |
| Dallas Mavericks                      | 1          | 2011 |
| Cleveland Cavaliers                   | 1          | 2016 |
| Toronto Raptors                       | 1          | 2019 |
| Denver Nuggets                        | 1          | 2023 |
| Oklahoma City Thunder                 | 1          | 2025 |

## Històric de franquícies
Al llarg del temps les franquícies que han format part de l'NBA han anat canviat. Se n'han creat de noves, n'han desaparegut i algunes han canviat de nom.

### Franquícies que han desaparegut
- Anderson Packers (1949-1950)
- Baltimore Bullets (1947-1955)
- Chicago Stags (1946-1950)
- Cleveland Rebels (1946-1947)
- Indianapolis Jets (1948-1949)
- Indianapolis Olympians (1949-1953)
- Pittsburgh Ironmen (1946-1947)
- Providence Steamrollers (1946-1949)
- Sheboygan Redskins (1946-1951)
- St. Louis Bombers (1946-1950)
- Toronto Huskies (1946-1947)
- Washington Capitols (1946-1951)
- Waterloo Hawks (1948-1950)

### Franquícies que han canviat de nom
- Philadelphia Warriors - San Francisco Warriors - Golden State Warriors
- San Diego Rockets - Houston Rockets
- Syracuse Nationals - Philadelphia 76ers
- Rochester Royals - Cincinnati Royals - Kansas City/Omaha Kings - Kansas City Kings - Sacramento Kings
- Fort Wayne Pistons - Detroit Pistons
- Tri-Cities BlackHawks - Milwaukee Hawks - St. Louis Hawks - Atlanta Hawks
- Chicago Packers - Chicago Zephyrs - Baltimore Bullets - Capital Bullets - Washington Bullets - Washington Wizards
- Denver Rockets - Denver Nuggets
- New Orleans Jazz - Utah Jazz
- Vancouver Grizzlies - Memphis Grizzlies
- Dallas Chaparrals - Texas Chaparrals - San Antonio Spurs
- Buffalo Braves - San Diego Clippers - Los Angeles Clippers
- Detroit Gems - Minneapolis Lakers - Los Angeles Lakers
- Seattle SuperSonics - Oklahoma City Thunder
- New Jersey Americans - New York Nets - New Jersey Nets - Brooklyn Nets
- Charlotte Hornets - New Orleans Hornets - New Orleans Pelicans
- Charlotte Bobcats - Charlotte Hornets

### Línia del temps: franquícies participants
Només els equips immediatament consecutius a la mateixa línia es tracten de la mateixa franquícia després de canviar de nom i/o ciutat
| 1946-1950                           | 1946-1950                           | 1946-1950                           | 1946-1950                          | 1950-1960                          | 1950-1960                          | 1950-1960                         | 1950-1960                         | 1950-1960                         | 1950-1960                         | 1960-1970                         | 1960-1970                         | 1960-1970                          | 1960-1970                          | 1960-1970                          | 1960-1970                          | 1960-1970                          | 1970-1980                          | 1970-1980                          | 1970-1980                             | 1970-1980                             | 1970-1980                             | 1970-1980                          | 1970-1980                          | 1970-1980                          | 1970-1980                          | 1970-1980                          | 1980-1995                          | 1980-1995                          | 1980-1995                          | 1980-1995                          | 1980-1995                          | 1995-2001                          | 1995-2001                          | 2001-2012                          | 2001-2012                          | 2001-2012                          | 2001-2012                                       | 2001-2012                          | 2001-2012                          | 2012-avui                          | 2012-avui                          | 2012-avui                          |
| Boston Celtics (1946-avui)          | Boston Celtics (1946-avui)          | Boston Celtics (1946-avui)          | Boston Celtics (1946-avui)         | Boston Celtics (1946-avui)         | Boston Celtics (1946-avui)         | Boston Celtics (1946-avui)        | Boston Celtics (1946-avui)        | Boston Celtics (1946-avui)        | Boston Celtics (1946-avui)        | Boston Celtics (1946-avui)        | Boston Celtics (1946-avui)        | Boston Celtics (1946-avui)         | Boston Celtics (1946-avui)         | Boston Celtics (1946-avui)         | Boston Celtics (1946-avui)         | Boston Celtics (1946-avui)         | Boston Celtics (1946-avui)         | Boston Celtics (1946-avui)         | Boston Celtics (1946-avui)            | Boston Celtics (1946-avui)            | Boston Celtics (1946-avui)            | Boston Celtics (1946-avui)         | Boston Celtics (1946-avui)         | Boston Celtics (1946-avui)         | Boston Celtics (1946-avui)         | Boston Celtics (1946-avui)         | Boston Celtics (1946-avui)         | Boston Celtics (1946-avui)         | Boston Celtics (1946-avui)         | Boston Celtics (1946-avui)         | Boston Celtics (1946-avui)         | Boston Celtics (1946-avui)         | Boston Celtics (1946-avui)         | Boston Celtics (1946-avui)         | Boston Celtics (1946-avui)         | Boston Celtics (1946-avui)         | Boston Celtics (1946-avui)                      | Boston Celtics (1946-avui)         | Boston Celtics (1946-avui)         | Boston Celtics (1946-avui)         | Boston Celtics (1946-avui)         | Boston Celtics (1946-avui)         |
| New York Knicks (1946-avui)         | New York Knicks (1946-avui)         | New York Knicks (1946-avui)         | New York Knicks (1946-avui)        | New York Knicks (1946-avui)        | New York Knicks (1946-avui)        | New York Knicks (1946-avui)       | New York Knicks (1946-avui)       | New York Knicks (1946-avui)       | New York Knicks (1946-avui)       | New York Knicks (1946-avui)       | New York Knicks (1946-avui)       | New York Knicks (1946-avui)        | New York Knicks (1946-avui)        | New York Knicks (1946-avui)        | New York Knicks (1946-avui)        | New York Knicks (1946-avui)        | New York Knicks (1946-avui)        | New York Knicks (1946-avui)        | New York Knicks (1946-avui)           | New York Knicks (1946-avui)           | New York Knicks (1946-avui)           | New York Knicks (1946-avui)        | New York Knicks (1946-avui)        | New York Knicks (1946-avui)        | New York Knicks (1946-avui)        | New York Knicks (1946-avui)        | New York Knicks (1946-avui)        | New York Knicks (1946-avui)        | New York Knicks (1946-avui)        | New York Knicks (1946-avui)        | New York Knicks (1946-avui)        | New York Knicks (1946-avui)        | New York Knicks (1946-avui)        | New York Knicks (1946-avui)        | New York Knicks (1946-avui)        | New York Knicks (1946-avui)        | New York Knicks (1946-avui)                     | New York Knicks (1946-avui)        | New York Knicks (1946-avui)        | New York Knicks (1946-avui)        | New York Knicks (1946-avui)        | New York Knicks (1946-avui)        |
| Philadelphia Warriors (1946-1962)   | Philadelphia Warriors (1946-1962)   | Philadelphia Warriors (1946-1962)   | Philadelphia Warriors (1946-1962)  | Philadelphia Warriors (1946-1962)  | Philadelphia Warriors (1946-1962)  | Philadelphia Warriors (1946-1962) | Philadelphia Warriors (1946-1962) | Philadelphia Warriors (1946-1962) | Philadelphia Warriors (1946-1962) | Philadelphia Warriors (1946-1962) | Philadelphia Warriors (1946-1962) | San Francisco Warriors (1962-1971) | San Francisco Warriors (1962-1971) | San Francisco Warriors (1962-1971) | San Francisco Warriors (1962-1971) | San Francisco Warriors (1962-1971) | San Francisco Warriors (1962-1971) | Golden State Warriors (1971-avui)  | Golden State Warriors (1971-avui)     | Golden State Warriors (1971-avui)     | Golden State Warriors (1971-avui)     | Golden State Warriors (1971-avui)  | Golden State Warriors (1971-avui)  | Golden State Warriors (1971-avui)  | Golden State Warriors (1971-avui)  | Golden State Warriors (1971-avui)  | Golden State Warriors (1971-avui)  | Golden State Warriors (1971-avui)  | Golden State Warriors (1971-avui)  | Golden State Warriors (1971-avui)  | Golden State Warriors (1971-avui)  | Golden State Warriors (1971-avui)  | Golden State Warriors (1971-avui)  | Golden State Warriors (1971-avui)  | Golden State Warriors (1971-avui)  | Golden State Warriors (1971-avui)  | Golden State Warriors (1971-avui)               | Golden State Warriors (1971-avui)  | Golden State Warriors (1971-avui)  | Golden State Warriors (1971-avui)  | Golden State Warriors (1971-avui)  | Golden State Warriors (1971-avui)  |
| ----------------------------------- | ----------------------------------- | ----------------------------------- | ---------------------------------- | ---------------------------------- | ---------------------------------- | --------------------------------- | --------------------------------- | --------------------------------- | --------------------------------- | --------------------------------- | --------------------------------- | ---------------------------------- | ---------------------------------- | ---------------------------------- | ---------------------------------- | ---------------------------------- | ---------------------------------- | ---------------------------------- | ------------------------------------- | ------------------------------------- | ------------------------------------- | ---------------------------------- | ---------------------------------- | ---------------------------------- | ---------------------------------- | ---------------------------------- | ---------------------------------- | ---------------------------------- | ---------------------------------- | ---------------------------------- | ---------------------------------- | ---------------------------------- | ---------------------------------- | ---------------------------------- | ---------------------------------- | ---------------------------------- | ----------------------------------------------- | ---------------------------------- | ---------------------------------- | ---------------------------------- | ---------------------------------- | ---------------------------------- |
| Washington Capitols (1946-1951)     | Washington Capitols (1946-1951)     | Washington Capitols (1946-1951)     | Washington Capitols (1946-1951)    | Washington Capitols (1946-1951)    |                                    |                                   |                                   |                                   |                                   |                                   | Chicago Packers (1961-1962)       | Chicago Zephyrs (1962-1963)        | Baltimore Bullets (1963-1973)      | Baltimore Bullets (1963-1973)      | Baltimore Bullets (1963-1973)      | Baltimore Bullets (1963-1973)      | Baltimore Bullets (1963-1973)      | Baltimore Bullets (1963-1973)      | Baltimore Bullets (1963-1973)         | Capital Bullets (1973-1974)           | Washington Bullets (1974-1997)        | Washington Bullets (1974-1997)     | Washington Bullets (1974-1997)     | Washington Bullets (1974-1997)     | Washington Bullets (1974-1997)     | Washington Bullets (1974-1997)     | Washington Bullets (1974-1997)     | Washington Bullets (1974-1997)     | Washington Bullets (1974-1997)     | Washington Bullets (1974-1997)     | Washington Bullets (1974-1997)     | Washington Bullets (1974-1997)     | Washington Wizards (1997-avui)     | Washington Wizards (1997-avui)     | Washington Wizards (1997-avui)     | Washington Wizards (1997-avui)     | Washington Wizards (1997-avui)                  | Washington Wizards (1997-avui)     | Washington Wizards (1997-avui)     | Washington Wizards (1997-avui)     | Washington Wizards (1997-avui)     | Washington Wizards (1997-avui)     |
| Saint Louis Bombers (1946-1950)     | Saint Louis Bombers (1946-1950)     | Saint Louis Bombers (1946-1950)     | Saint Louis Bombers (1946-1950)    |                                    |                                    |                                   |                                   |                                   |                                   |                                   |                                   |                                    |                                    | Chicago Bulls (1966-avui)          | Chicago Bulls (1966-avui)          | Chicago Bulls (1966-avui)          | Chicago Bulls (1966-avui)          | Chicago Bulls (1966-avui)          | Chicago Bulls (1966-avui)             | Chicago Bulls (1966-avui)             | Chicago Bulls (1966-avui)             | Chicago Bulls (1966-avui)          | Chicago Bulls (1966-avui)          | Chicago Bulls (1966-avui)          | Chicago Bulls (1966-avui)          | Chicago Bulls (1966-avui)          | Chicago Bulls (1966-avui)          | Chicago Bulls (1966-avui)          | Chicago Bulls (1966-avui)          | Chicago Bulls (1966-avui)          | Chicago Bulls (1966-avui)          | Chicago Bulls (1966-avui)          | Chicago Bulls (1966-avui)          | Chicago Bulls (1966-avui)          | Chicago Bulls (1966-avui)          | Chicago Bulls (1966-avui)          | Chicago Bulls (1966-avui)                       | Chicago Bulls (1966-avui)          | Chicago Bulls (1966-avui)          | Chicago Bulls (1966-avui)          | Chicago Bulls (1966-avui)          | Chicago Bulls (1966-avui)          |
| Chicago Stags (1946-1950)           | Chicago Stags (1946-1950)           | Chicago Stags (1946-1950)           | Chicago Stags (1946-1950)          |                                    |                                    |                                   |                                   |                                   |                                   |                                   |                                   |                                    |                                    |                                    | San Diego Rockets (1967-1971)      | San Diego Rockets (1967-1971)      | San Diego Rockets (1967-1971)      | Houston Rockets (1971-avui)        | Houston Rockets (1971-avui)           | Houston Rockets (1971-avui)           | Houston Rockets (1971-avui)           | Houston Rockets (1971-avui)        | Houston Rockets (1971-avui)        | Houston Rockets (1971-avui)        | Houston Rockets (1971-avui)        | Houston Rockets (1971-avui)        | Houston Rockets (1971-avui)        | Houston Rockets (1971-avui)        | Houston Rockets (1971-avui)        | Houston Rockets (1971-avui)        | Houston Rockets (1971-avui)        | Houston Rockets (1971-avui)        | Houston Rockets (1971-avui)        | Houston Rockets (1971-avui)        | Houston Rockets (1971-avui)        | Houston Rockets (1971-avui)        | Houston Rockets (1971-avui)                     | Houston Rockets (1971-avui)        | Houston Rockets (1971-avui)        | Houston Rockets (1971-avui)        | Houston Rockets (1971-avui)        | Houston Rockets (1971-avui)        |
| Providence Steamrollers (1946-1949) | Providence Steamrollers (1946-1949) | Providence Steamrollers (1946-1949) |                                    |                                    |                                    |                                   |                                   |                                   |                                   |                                   |                                   |                                    |                                    |                                    | Seattle SuperSonics (1967-2008)    | Seattle SuperSonics (1967-2008)    | Seattle SuperSonics (1967-2008)    | Seattle SuperSonics (1967-2008)    | Seattle SuperSonics (1967-2008)       | Seattle SuperSonics (1967-2008)       | Seattle SuperSonics (1967-2008)       | Seattle SuperSonics (1967-2008)    | Seattle SuperSonics (1967-2008)    | Seattle SuperSonics (1967-2008)    | Seattle SuperSonics (1967-2008)    | Seattle SuperSonics (1967-2008)    | Seattle SuperSonics (1967-2008)    | Seattle SuperSonics (1967-2008)    | Seattle SuperSonics (1967-2008)    | Seattle SuperSonics (1967-2008)    | Seattle SuperSonics (1967-2008)    | Seattle SuperSonics (1967-2008)    | Seattle SuperSonics (1967-2008)    | Seattle SuperSonics (1967-2008)    | Seattle SuperSonics (1967-2008)    | Seattle SuperSonics (1967-2008)    | Seattle SuperSonics (1967-2008)                 | Seattle SuperSonics (1967-2008)    | Oklahoma City Thunder (2008-avui)  | Oklahoma City Thunder (2008-avui)  | Oklahoma City Thunder (2008-avui)  | Oklahoma City Thunder (2008-avui)  |
| Cleveland Rebels (1946-1947)        |                                     | Fort Wayne Pistons (1948-1957)      | Fort Wayne Pistons (1948-1957)     | Fort Wayne Pistons (1948-1957)     | Fort Wayne Pistons (1948-1957)     | Fort Wayne Pistons (1948-1957)    | Fort Wayne Pistons (1948-1957)    | Fort Wayne Pistons (1948-1957)    | Detroit Pistons (1957-avui)       | Detroit Pistons (1957-avui)       | Detroit Pistons (1957-avui)       | Detroit Pistons (1957-avui)        | Detroit Pistons (1957-avui)        | Detroit Pistons (1957-avui)        | Detroit Pistons (1957-avui)        | Detroit Pistons (1957-avui)        | Detroit Pistons (1957-avui)        | Detroit Pistons (1957-avui)        | Detroit Pistons (1957-avui)           | Detroit Pistons (1957-avui)           | Detroit Pistons (1957-avui)           | Detroit Pistons (1957-avui)        | Detroit Pistons (1957-avui)        | Detroit Pistons (1957-avui)        | Detroit Pistons (1957-avui)        | Detroit Pistons (1957-avui)        | Detroit Pistons (1957-avui)        | Detroit Pistons (1957-avui)        | Detroit Pistons (1957-avui)        | Detroit Pistons (1957-avui)        | Detroit Pistons (1957-avui)        | Detroit Pistons (1957-avui)        | Detroit Pistons (1957-avui)        | Detroit Pistons (1957-avui)        | Detroit Pistons (1957-avui)        | Detroit Pistons (1957-avui)        | Detroit Pistons (1957-avui)                     | Detroit Pistons (1957-avui)        | Detroit Pistons (1957-avui)        | Detroit Pistons (1957-avui)        | Detroit Pistons (1957-avui)        | Detroit Pistons (1957-avui)        |
| Detroit Falcons (1946-1947)         |                                     | Rochester Royals (1948-1957)        | Rochester Royals (1948-1957)       | Rochester Royals (1948-1957)       | Rochester Royals (1948-1957)       | Rochester Royals (1948-1957)      | Rochester Royals (1948-1957)      | Rochester Royals (1948-1957)      | Cincinatti Royals (1957-1972)     | Cincinatti Royals (1957-1972)     | Cincinatti Royals (1957-1972)     | Cincinatti Royals (1957-1972)      | Cincinatti Royals (1957-1972)      | Cincinatti Royals (1957-1972)      | Cincinatti Royals (1957-1972)      | Cincinatti Royals (1957-1972)      | Cincinatti Royals (1957-1972)      | Cincinatti Royals (1957-1972)      | Kansas City - Omaha Kings (1972-1975) | Kansas City - Omaha Kings (1972-1975) | Kansas City - Omaha Kings (1972-1975) | Kansas City Kings (1975-1985)      | Kansas City Kings (1975-1985)      | Kansas City Kings (1975-1985)      | Kansas City Kings (1975-1985)      | Kansas City Kings (1975-1985)      | Kansas City Kings (1975-1985)      | Kansas City Kings (1975-1985)      | Sacramento Kings (1985-avui)       | Sacramento Kings (1985-avui)       | Sacramento Kings (1985-avui)       | Sacramento Kings (1985-avui)       | Sacramento Kings (1985-avui)       | Sacramento Kings (1985-avui)       | Sacramento Kings (1985-avui)       | Sacramento Kings (1985-avui)       | Sacramento Kings (1985-avui)                    | Sacramento Kings (1985-avui)       | Sacramento Kings (1985-avui)       | Sacramento Kings (1985-avui)       | Sacramento Kings (1985-avui)       | Sacramento Kings (1985-avui)       |
| Pittsburgh Ironmen (1946-1947)      |                                     | Mineapolis Lakers (1948-1960)       | Mineapolis Lakers (1948-1960)      | Mineapolis Lakers (1948-1960)      | Mineapolis Lakers (1948-1960)      | Mineapolis Lakers (1948-1960)     | Mineapolis Lakers (1948-1960)     | Mineapolis Lakers (1948-1960)     | Mineapolis Lakers (1948-1960)     | Los Angeles Lakers (1960-avui)    | Los Angeles Lakers (1960-avui)    | Los Angeles Lakers (1960-avui)     | Los Angeles Lakers (1960-avui)     | Los Angeles Lakers (1960-avui)     | Los Angeles Lakers (1960-avui)     | Los Angeles Lakers (1960-avui)     | Los Angeles Lakers (1960-avui)     | Los Angeles Lakers (1960-avui)     | Los Angeles Lakers (1960-avui)        | Los Angeles Lakers (1960-avui)        | Los Angeles Lakers (1960-avui)        | Los Angeles Lakers (1960-avui)     | Los Angeles Lakers (1960-avui)     | Los Angeles Lakers (1960-avui)     | Los Angeles Lakers (1960-avui)     | Los Angeles Lakers (1960-avui)     | Los Angeles Lakers (1960-avui)     | Los Angeles Lakers (1960-avui)     | Los Angeles Lakers (1960-avui)     | Los Angeles Lakers (1960-avui)     | Los Angeles Lakers (1960-avui)     | Los Angeles Lakers (1960-avui)     | Los Angeles Lakers (1960-avui)     | Los Angeles Lakers (1960-avui)     | Los Angeles Lakers (1960-avui)     | Los Angeles Lakers (1960-avui)     | Los Angeles Lakers (1960-avui)                  | Los Angeles Lakers (1960-avui)     | Los Angeles Lakers (1960-avui)     | Los Angeles Lakers (1960-avui)     | Los Angeles Lakers (1960-avui)     | Los Angeles Lakers (1960-avui)     |
| Toronto Huskies (1946-1947)         |                                     | Indianapolis Jets (1948-1949)       |                                    |                                    |                                    |                                   |                                   |                                   |                                   |                                   |                                   |                                    |                                    |                                    |                                    | Milwaukee Bucks (1968-avui)        | Milwaukee Bucks (1968-avui)        | Milwaukee Bucks (1968-avui)        | Milwaukee Bucks (1968-avui)           | Milwaukee Bucks (1968-avui)           | Milwaukee Bucks (1968-avui)           | Milwaukee Bucks (1968-avui)        | Milwaukee Bucks (1968-avui)        | Milwaukee Bucks (1968-avui)        | Milwaukee Bucks (1968-avui)        | Milwaukee Bucks (1968-avui)        | Milwaukee Bucks (1968-avui)        | Milwaukee Bucks (1968-avui)        | Milwaukee Bucks (1968-avui)        | Milwaukee Bucks (1968-avui)        | Milwaukee Bucks (1968-avui)        | Milwaukee Bucks (1968-avui)        | Milwaukee Bucks (1968-avui)        | Milwaukee Bucks (1968-avui)        | Milwaukee Bucks (1968-avui)        | Milwaukee Bucks (1968-avui)        | Milwaukee Bucks (1968-avui)                     | Milwaukee Bucks (1968-avui)        | Milwaukee Bucks (1968-avui)        | Milwaukee Bucks (1968-avui)        | Milwaukee Bucks (1968-avui)        | Milwaukee Bucks (1968-avui)        |
|                                     | Baltimore Bullets (1947-1954)       | Baltimore Bullets (1947-1954)       | Baltimore Bullets (1947-1954)      | Baltimore Bullets (1947-1954)      | Baltimore Bullets (1947-1954)      | Baltimore Bullets (1947-1954)     |                                   |                                   |                                   |                                   |                                   |                                    |                                    |                                    |                                    | Phoenix Suns (1968-avui)           | Phoenix Suns (1968-avui)           | Phoenix Suns (1968-avui)           | Phoenix Suns (1968-avui)              | Phoenix Suns (1968-avui)              | Phoenix Suns (1968-avui)              | Phoenix Suns (1968-avui)           | Phoenix Suns (1968-avui)           | Phoenix Suns (1968-avui)           | Phoenix Suns (1968-avui)           | Phoenix Suns (1968-avui)           | Phoenix Suns (1968-avui)           | Phoenix Suns (1968-avui)           | Phoenix Suns (1968-avui)           | Phoenix Suns (1968-avui)           | Phoenix Suns (1968-avui)           | Phoenix Suns (1968-avui)           | Phoenix Suns (1968-avui)           | Phoenix Suns (1968-avui)           | Phoenix Suns (1968-avui)           | Phoenix Suns (1968-avui)           | Phoenix Suns (1968-avui)                        | Phoenix Suns (1968-avui)           | Phoenix Suns (1968-avui)           | Phoenix Suns (1968-avui)           | Phoenix Suns (1968-avui)           | Phoenix Suns (1968-avui)           |
|                                     |                                     |                                     | Tri-Cities Blackhawks (1949-1951)  | Tri-Cities Blackhawks (1949-1951)  | Milwaukee Hawks (1951-1955)        | Milwaukee Hawks (1951-1955)       | Milwaukee Hawks (1951-1955)       | Saint Louis Hawks (1955-1968)     | Saint Louis Hawks (1955-1968)     | Saint Louis Hawks (1955-1968)     | Saint Louis Hawks (1955-1968)     | Saint Louis Hawks (1955-1968)      | Saint Louis Hawks (1955-1968)      | Saint Louis Hawks (1955-1968)      | Saint Louis Hawks (1955-1968)      | Atlanta Hawks (1968-avui)          | Atlanta Hawks (1968-avui)          | Atlanta Hawks (1968-avui)          | Atlanta Hawks (1968-avui)             | Atlanta Hawks (1968-avui)             | Atlanta Hawks (1968-avui)             | Atlanta Hawks (1968-avui)          | Atlanta Hawks (1968-avui)          | Atlanta Hawks (1968-avui)          | Atlanta Hawks (1968-avui)          | Atlanta Hawks (1968-avui)          | Atlanta Hawks (1968-avui)          | Atlanta Hawks (1968-avui)          | Atlanta Hawks (1968-avui)          | Atlanta Hawks (1968-avui)          | Atlanta Hawks (1968-avui)          | Atlanta Hawks (1968-avui)          | Atlanta Hawks (1968-avui)          | Atlanta Hawks (1968-avui)          | Atlanta Hawks (1968-avui)          | Atlanta Hawks (1968-avui)          | Atlanta Hawks (1968-avui)                       | Atlanta Hawks (1968-avui)          | Atlanta Hawks (1968-avui)          | Atlanta Hawks (1968-avui)          | Atlanta Hawks (1968-avui)          | Atlanta Hawks (1968-avui)          |
|                                     |                                     |                                     | Syracuse Nationals (1949-1963)     | Syracuse Nationals (1949-1963)     | Syracuse Nationals (1949-1963)     | Syracuse Nationals (1949-1963)    | Syracuse Nationals (1949-1963)    | Syracuse Nationals (1949-1963)    | Syracuse Nationals (1949-1963)    | Syracuse Nationals (1949-1963)    | Syracuse Nationals (1949-1963)    | Syracuse Nationals (1949-1963)     | Philadelphia 76ers (1963-avui)     | Philadelphia 76ers (1963-avui)     | Philadelphia 76ers (1963-avui)     | Philadelphia 76ers (1963-avui)     | Philadelphia 76ers (1963-avui)     | Philadelphia 76ers (1963-avui)     | Philadelphia 76ers (1963-avui)        | Philadelphia 76ers (1963-avui)        | Philadelphia 76ers (1963-avui)        | Philadelphia 76ers (1963-avui)     | Philadelphia 76ers (1963-avui)     | Philadelphia 76ers (1963-avui)     | Philadelphia 76ers (1963-avui)     | Philadelphia 76ers (1963-avui)     | Philadelphia 76ers (1963-avui)     | Philadelphia 76ers (1963-avui)     | Philadelphia 76ers (1963-avui)     | Philadelphia 76ers (1963-avui)     | Philadelphia 76ers (1963-avui)     | Philadelphia 76ers (1963-avui)     | Philadelphia 76ers (1963-avui)     | Philadelphia 76ers (1963-avui)     | Philadelphia 76ers (1963-avui)     | Philadelphia 76ers (1963-avui)     | Philadelphia 76ers (1963-avui)                  | Philadelphia 76ers (1963-avui)     | Philadelphia 76ers (1963-avui)     | Philadelphia 76ers (1963-avui)     | Philadelphia 76ers (1963-avui)     | Philadelphia 76ers (1963-avui)     |
|                                     |                                     |                                     | Indianapolis Olympians (1949-1953) | Indianapolis Olympians (1949-1953) | Indianapolis Olympians (1949-1953) |                                   |                                   |                                   |                                   |                                   |                                   |                                    |                                    |                                    |                                    |                                    | Portland Trail Blazers (1970-avui) | Portland Trail Blazers (1970-avui) | Portland Trail Blazers (1970-avui)    | Portland Trail Blazers (1970-avui)    | Portland Trail Blazers (1970-avui)    | Portland Trail Blazers (1970-avui) | Portland Trail Blazers (1970-avui) | Portland Trail Blazers (1970-avui) | Portland Trail Blazers (1970-avui) | Portland Trail Blazers (1970-avui) | Portland Trail Blazers (1970-avui) | Portland Trail Blazers (1970-avui) | Portland Trail Blazers (1970-avui) | Portland Trail Blazers (1970-avui) | Portland Trail Blazers (1970-avui) | Portland Trail Blazers (1970-avui) | Portland Trail Blazers (1970-avui) | Portland Trail Blazers (1970-avui) | Portland Trail Blazers (1970-avui) | Portland Trail Blazers (1970-avui) | Portland Trail Blazers (1970-avui)              | Portland Trail Blazers (1970-avui) | Portland Trail Blazers (1970-avui) | Portland Trail Blazers (1970-avui) | Portland Trail Blazers (1970-avui) | Portland Trail Blazers (1970-avui) |
|                                     |                                     |                                     | Anderson Packers (1949-1950)       |                                    |                                    |                                   |                                   |                                   |                                   |                                   |                                   |                                    |                                    |                                    |                                    |                                    | Cleveland Cavaliers (1970-avui)    | Cleveland Cavaliers (1970-avui)    | Cleveland Cavaliers (1970-avui)       | Cleveland Cavaliers (1970-avui)       | Cleveland Cavaliers (1970-avui)       | Cleveland Cavaliers (1970-avui)    | Cleveland Cavaliers (1970-avui)    | Cleveland Cavaliers (1970-avui)    | Cleveland Cavaliers (1970-avui)    | Cleveland Cavaliers (1970-avui)    | Cleveland Cavaliers (1970-avui)    | Cleveland Cavaliers (1970-avui)    | Cleveland Cavaliers (1970-avui)    | Cleveland Cavaliers (1970-avui)    | Cleveland Cavaliers (1970-avui)    | Cleveland Cavaliers (1970-avui)    | Cleveland Cavaliers (1970-avui)    | Cleveland Cavaliers (1970-avui)    | Cleveland Cavaliers (1970-avui)    | Cleveland Cavaliers (1970-avui)    | Cleveland Cavaliers (1970-avui)                 | Cleveland Cavaliers (1970-avui)    | Cleveland Cavaliers (1970-avui)    | Cleveland Cavaliers (1970-avui)    | Cleveland Cavaliers (1970-avui)    | Cleveland Cavaliers (1970-avui)    |
|                                     |                                     |                                     | Denver Nuggets (1949-1950)         |                                    |                                    |                                   |                                   |                                   |                                   |                                   |                                   |                                    |                                    |                                    |                                    |                                    | Buffalo Braves (1970-1978)         | Buffalo Braves (1970-1978)         | Buffalo Braves (1970-1978)            | Buffalo Braves (1970-1978)            | Buffalo Braves (1970-1978)            | Buffalo Braves (1970-1978)         | Buffalo Braves (1970-1978)         | Buffalo Braves (1970-1978)         | San Diego Clippers (1978-1984)     | San Diego Clippers (1978-1984)     | San Diego Clippers (1978-1984)     | Los Angeles Clippers (1984-avui)   | Los Angeles Clippers (1984-avui)   | Los Angeles Clippers (1984-avui)   | Los Angeles Clippers (1984-avui)   | Los Angeles Clippers (1984-avui)   | Los Angeles Clippers (1984-avui)   | Los Angeles Clippers (1984-avui)   | Los Angeles Clippers (1984-avui)   | Los Angeles Clippers (1984-avui)   | Los Angeles Clippers (1984-avui)                | Los Angeles Clippers (1984-avui)   | Los Angeles Clippers (1984-avui)   | Los Angeles Clippers (1984-avui)   | Los Angeles Clippers (1984-avui)   | Los Angeles Clippers (1984-avui)   |
|                                     |                                     |                                     | Sheyboygan Red Skins (1949-1950)   |                                    |                                    |                                   |                                   |                                   |                                   |                                   |                                   |                                    |                                    |                                    |                                    |                                    |                                    |                                    |                                       |                                       | New Orleans Jazz (1974-1979)          | New Orleans Jazz (1974-1979)       | New Orleans Jazz (1974-1979)       | New Orleans Jazz (1974-1979)       | New Orleans Jazz (1974-1979)       | Utah Jazz (1979-avui)              | Utah Jazz (1979-avui)              | Utah Jazz (1979-avui)              | Utah Jazz (1979-avui)              | Utah Jazz (1979-avui)              | Utah Jazz (1979-avui)              | Utah Jazz (1979-avui)              | Utah Jazz (1979-avui)              | Utah Jazz (1979-avui)              | Utah Jazz (1979-avui)              | Utah Jazz (1979-avui)              | Utah Jazz (1979-avui)                           | Utah Jazz (1979-avui)              | Utah Jazz (1979-avui)              | Utah Jazz (1979-avui)              | Utah Jazz (1979-avui)              | Utah Jazz (1979-avui)              |
|                                     |                                     |                                     | Waterloo Hawks (1949-1950)         |                                    |                                    |                                   |                                   |                                   |                                   |                                   |                                   |                                    |                                    |                                    |                                    |                                    |                                    |                                    |                                       |                                       |                                       |                                    | Indiana Pacers (1976-avui)         | Indiana Pacers (1976-avui)         | Indiana Pacers (1976-avui)         | Indiana Pacers (1976-avui)         | Indiana Pacers (1976-avui)         | Indiana Pacers (1976-avui)         | Indiana Pacers (1976-avui)         | Indiana Pacers (1976-avui)         | Indiana Pacers (1976-avui)         | Indiana Pacers (1976-avui)         | Indiana Pacers (1976-avui)         | Indiana Pacers (1976-avui)         | Indiana Pacers (1976-avui)         | Indiana Pacers (1976-avui)         | Indiana Pacers (1976-avui)                      | Indiana Pacers (1976-avui)         | Indiana Pacers (1976-avui)         | Indiana Pacers (1976-avui)         | Indiana Pacers (1976-avui)         | Indiana Pacers (1976-avui)         |
|                                     |                                     |                                     |                                    |                                    |                                    |                                   |                                   |                                   |                                   |                                   |                                   |                                    |                                    |                                    |                                    |                                    |                                    |                                    |                                       |                                       |                                       |                                    | San Antonio Spurs (1976-avui)      |                                    |                                    |                                    |                                    |                                    |                                    |                                    |                                    |                                    |                                    |                                    |                                    |                                    |                                                 |                                    |                                    |                                    |                                    |                                    |
|                                     |                                     |                                     |                                    |                                    |                                    |                                   |                                   |                                   |                                   |                                   |                                   |                                    |                                    |                                    |                                    |                                    |                                    |                                    |                                       |                                       |                                       |                                    | New York Nets (1976-1977)          | New Jersey Nets (1977-2012)        | New Jersey Nets (1977-2012)        | New Jersey Nets (1977-2012)        | New Jersey Nets (1977-2012)        | New Jersey Nets (1977-2012)        | New Jersey Nets (1977-2012)        | New Jersey Nets (1977-2012)        | New Jersey Nets (1977-2012)        | New Jersey Nets (1977-2012)        | New Jersey Nets (1977-2012)        | New Jersey Nets (1977-2012)        | New Jersey Nets (1977-2012)        | New Jersey Nets (1977-2012)        | New Jersey Nets (1977-2012)                     | New Jersey Nets (1977-2012)        | New Jersey Nets (1977-2012)        | Brooklin Nets (2012-avui)          | Brooklin Nets (2012-avui)          | Brooklin Nets (2012-avui)          |
|                                     |                                     |                                     |                                    |                                    |                                    |                                   |                                   |                                   |                                   |                                   |                                   |                                    |                                    |                                    |                                    |                                    |                                    |                                    |                                       |                                       |                                       |                                    | Denver Nuggets (1976-avui)         |                                    |                                    |                                    |                                    |                                    |                                    |                                    |                                    |                                    |                                    |                                    |                                    |                                    |                                                 |                                    |                                    |                                    |                                    |                                    |
|                                     |                                     |                                     |                                    |                                    |                                    |                                   |                                   |                                   |                                   |                                   |                                   |                                    |                                    |                                    |                                    |                                    |                                    |                                    |                                       |                                       |                                       |                                    |                                    |                                    |                                    |                                    | Dallas Maverics (1980-avui)        |                                    |                                    |                                    |                                    |                                    |                                    |                                    |                                    |                                    |                                                 |                                    |                                    |                                    |                                    |                                    |
|                                     |                                     |                                     |                                    |                                    |                                    |                                   |                                   |                                   |                                   |                                   |                                   |                                    |                                    |                                    |                                    |                                    |                                    |                                    |                                       |                                       |                                       |                                    |                                    |                                    |                                    |                                    |                                    |                                    |                                    | Miami Heat (1988-avui)             |                                    |                                    |                                    |                                    |                                    |                                    |                                                 |                                    |                                    |                                    |                                    |                                    |
|                                     |                                     |                                     |                                    |                                    |                                    |                                   |                                   |                                   |                                   |                                   |                                   |                                    |                                    |                                    |                                    |                                    |                                    |                                    |                                       |                                       |                                       |                                    |                                    |                                    |                                    |                                    |                                    |                                    |                                    | Charlotte Hornets (1988-2002)      | Charlotte Hornets (1988-2002)      | Charlotte Hornets (1988-2002)      | Charlotte Hornets (1988-2002)      | Charlotte Hornets (1988-2002)      | New Orleans Hornets (2002-2004)    | Charlotte Bobcats (2004-2014)      | Charlotte Bobcats (2004-2014)                   | Charlotte Bobcats (2004-2014)      | Charlotte Bobcats (2004-2014)      | Charlotte Bobcats (2004-2014)      | Charlotte Bobcats (2004-2014)      | Charlotte Hornets (2014-avui)      |
|                                     |                                     |                                     |                                    |                                    |                                    |                                   |                                   |                                   |                                   |                                   |                                   |                                    |                                    |                                    |                                    |                                    |                                    |                                    |                                       |                                       |                                       |                                    |                                    |                                    |                                    |                                    |                                    |                                    |                                    |                                    | Orlando Magic (1989-avui)          |                                    |                                    |                                    |                                    |                                    |                                                 |                                    |                                    |                                    |                                    |                                    |
|                                     |                                     |                                     |                                    |                                    |                                    |                                   |                                   |                                   |                                   |                                   |                                   |                                    |                                    |                                    |                                    |                                    |                                    |                                    |                                       |                                       |                                       |                                    |                                    |                                    |                                    |                                    |                                    |                                    |                                    |                                    | Minnesota Timberwolves (1989-avui) |                                    |                                    |                                    |                                    |                                    |                                                 |                                    |                                    |                                    |                                    |                                    |
|                                     |                                     |                                     |                                    |                                    |                                    |                                   |                                   |                                   |                                   |                                   |                                   |                                    |                                    |                                    |                                    |                                    |                                    |                                    |                                       |                                       |                                       |                                    |                                    |                                    |                                    |                                    |                                    |                                    |                                    |                                    |                                    | Toronto Raptors (1995-avui)        |                                    |                                    |                                    |                                    |                                                 |                                    |                                    |                                    |                                    |                                    |
|                                     |                                     |                                     |                                    |                                    |                                    |                                   |                                   |                                   |                                   |                                   |                                   |                                    |                                    |                                    |                                    |                                    |                                    |                                    |                                       |                                       |                                       |                                    |                                    |                                    |                                    |                                    |                                    |                                    |                                    |                                    |                                    | Vancouver Grizzlies (1995-2001)    | Vancouver Grizzlies (1995-2001)    | Memphis Grizzlies (2001-avui)      | Memphis Grizzlies (2001-avui)      | Memphis Grizzlies (2001-avui)      | Memphis Grizzlies (2001-avui)                   | Memphis Grizzlies (2001-avui)      | Memphis Grizzlies (2001-avui)      | Memphis Grizzlies (2001-avui)      | Memphis Grizzlies (2001-avui)      | Memphis Grizzlies (2001-avui)      |
|                                     |                                     |                                     |                                    |                                    |                                    |                                   |                                   |                                   |                                   |                                   |                                   |                                    |                                    |                                    |                                    |                                    |                                    |                                    |                                       |                                       |                                       |                                    |                                    |                                    |                                    |                                    |                                    |                                    |                                    |                                    |                                    |                                    |                                    |                                    |                                    | New Orleans Hornets (2004-2005)    | New Orleans - Oklahoma City Hornets (2005-2007) | New Oleans Hornets (2007-2013)     | New Oleans Hornets (2007-2013)     | New Oleans Hornets (2007-2013)     | New Orleans Pelicans (2013-avui)   | New Orleans Pelicans (2013-avui)   |

### Canvis de franquícies per any
| Any  | Equips nous | Equips desapareguts                                                                                            | Canvis                                                                              | Nombre d'equips |
| ---- | --- | --- | ----------------------------------------------------------------------------------- | --------------- |
| 1946 | Boston Celtics, New York Knicks, Philadelphia Warriors, Washington Capitols, Saint Louis Bombers, Chicago Stags, Providence Steamrollers, Cleveland Rebels, Detroit Falcons, Pittsburgh Ironmen i Toronto Huskies (11) | |                                                                                     | 11              |
| 1947 | Baltimore Bullets | Cleveland Rebels, Detroit Falcons, Pittsburgh Ironmen i Toronto Huskies (4)                                    |                                                                                     | 8               |
| 1948 | Fort Wayne Pistons, Rochester Royals, Mineapolis Lakers i Indianapolis Jets (4) | |                                                                                     | 12              |
| 1949 | Tri-Cities Blackhawks, Syracuse Nationals, Indianapolis Olympians, Anderson Packers, Denver Nuggets, Sheboygan Red Skins i Waterloo Hawks (7)                                                                          | Providence Steamrollers i Indianapolis Jets (2)                                                                |                                                                                     | 17              |
| 1950 | | Saint Louis Bombers, Chicago Stags, Anderson Packers, Denver Nuggets, Sheboygan Red Skins i Waterloo Hawks (6) |                                                                                     | 11              |
| 1951 | | Washington Capitols                                                                                            | Hawks de Tri-Cities a Milwaukee                                                     | 10              |
| 1953 | | Indianapolis Olympians                                                                                         |                                                                                     | 9               |
| 1954 | | Baltimore Bullets                                                                                              |                                                                                     | 8               |
| 1955 | | | Hawks de Milwaukee a Saint Louis                                                    | 8               |
| 1957 | | | Pistons de Fort Wayne a Detroit i Royals de Rochester a Cincinati                   | 8               |
| 1960 | | | Lakers de Mineapolis a Los Angeles                                                  | 8               |
| 1961 | Chicago Packers | |                                                                                     | 9               |
| 1962 | | | Warriors de Philadelphia a San Francisco i Chicago de Packers a Zephyrs             | 9               |
| 1963 | | | De Syracuse Nationals a Philadelphia 76rs i de Chicago Zephyrs a Baltimore Bullets  | 9               |
| 1966 | Chicago Bulls | |                                                                                     | 10              |
| 1967 | San Diego Rockets i Seattle Supersonics (2) | |                                                                                     | 12              |
| 1968 | Milwaukee Bucks i Phoenix Suns (2) | | Hawks de Saint Louis a Atlanta                                                      | 14              |
| 1970 | Portland Trail Blazers, Cleveland Cavaliers i Buffalo Braves (3) | |                                                                                     | 17              |
| 1971 | | | Warriors de San Francisco a Oakland (Golden State) i Rockets de San Diego a Houston | 17              |
| 1972 | | | De Cincinati Royals a Kansas City - Omaha Kings                                     | 17              |
| 1973 | | | Bullets de Baltimore a Washington (Capital)                                         | 17              |
| 1974 | New Orleans Jazz | | Bullets de Capital a Washington                                                     | 18              |
| 1975 | | | Kings de Kansas City - Omaha a Kansas City                                          | 18              |
| 1976 | Indiana Pacers, San Antonio Spurs, New York Nets y Denver Nuggets (4) | |                                                                                     | 22              |
| 1977 | | | Nets de New York a New Jersey                                                       | 22              |
| 1978 | | | De Buffalo Braves a San Diego Clippers                                              | 22              |
| 1979 | | | Jazz de New Orleans a Utah                                                          | 22              |
| 1980 | Dallas Maverics | |                                                                                     | 23              |
| 1984 | | | Clippers de San Diego a Los Angeles                                                 | 23              |
| 1985 | | | Kings de Kansas City a Sacramento                                                   | 23              |
| 1988 | Miami Heat i Charlotte Hornets (2) | |                                                                                     | 25              |
| 1989 | Orlando Magic i Minnesota Timberwolves (2) | |                                                                                     | 27              |
| 1995 | Toronto Raptors i Vancouver Grizzlies (2) | |                                                                                     | 29              |
| 1997 | | | Washington de Bullets a Wizards                                                     | 29              |
| 2001 | | | Grizzlies de Vancouver a Memphis                                                    | 29              |
| 2002 | | | Hornets de Charlotte a New Orleans                                                  | 29              |
| 2004 | New Orleans Hornets | | de New Orleans Hornets a Charlotte Bobcats                                          | 30              |
| 2005 | | | Hornets de New Orleans a New Orleans - Oklahoma City                                | 30              |
| 2007 | | | Hornets de New Orleans - Oklahoma City a New Orleans                                | 30              |
| 2008 | | | De Seattle Supersonics a Oklahoma City Thunder                                      | 30              |
| 2012 | | | Nets de New Jersey a Brooklyn                                                       | 30              |
| 2013 | | | New Orleans de Hornets a Pelicans                                                   | 30              |
| 2014 | | | Charlotte de Bobcats a Hornets                                                      | 30              |

### Franquícies per estats, districtes o províncies i ciutats
| Arizona                      | Phoenix         |                      |                      |                      |                                 |                                 |                   |                   |                   |                   |                   |                   |                   |                   |                   |                   |                       | Suns 1968-avui        | Suns 1968-avui          | Suns 1968-avui                    | Suns 1968-avui                    | Suns 1968-avui                    | Suns 1968-avui                    | Suns 1968-avui                    | Suns 1968-avui                    | Suns 1968-avui                    | Suns 1968-avui                    | Suns 1968-avui                    | Suns 1968-avui                    | Suns 1968-avui                    | Suns 1968-avui                    | Suns 1968-avui                    | Suns 1968-avui                     | Suns 1968-avui                     | Suns 1968-avui                     | Suns 1968-avui                     | Suns 1968-avui                     | Suns 1968-avui                     | Suns 1968-avui                              | Suns 1968-avui                              | Suns 1968-avui                              | Suns 1968-avui                              | Suns 1968-avui                              | Suns 1968-avui                              | Suns 1968-avui                     | Suns 1968-avui                     |                 |                 |                 |
| Califòrnia                   | Los Angeles     |                      |                      |                      |                                 |                                 |                   |                   |                   |                   |                   | Lakers 1960-avui  | Lakers 1960-avui  | Lakers 1960-avui  | Lakers 1960-avui  | Lakers 1960-avui  | Lakers 1960-avui      | Lakers 1960-avui      | Lakers 1960-avui        | Lakers 1960-avui                  | Lakers 1960-avui                  | Lakers 1960-avui                  | Lakers 1960-avui                  | Lakers 1960-avui                  | Lakers 1960-avui                  | Lakers 1960-avui                  | Lakers 1960-avui                  | Lakers 1960-avui                  | Lakers 1960-avui                  | Lakers 1960-avui                  | Lakers 1960-avui                  | Lakers 1960-avui                  | Lakers 1960-avui                   | Lakers 1960-avui                   | Lakers 1960-avui                   | Lakers 1960-avui                   | Lakers 1960-avui                   | Lakers 1960-avui                   | Lakers 1960-avui                            | Lakers 1960-avui                            | Lakers 1960-avui                            | Lakers 1960-avui                            | Lakers 1960-avui                            | Lakers 1960-avui                            | Lakers 1960-avui                   | Lakers 1960-avui                   |                 |                 |                 |
| Califòrnia                   | Los Angeles     |                      |                      |                      |                                 |                                 |                   |                   |                   |                   |                   |                   |                   |                   |                   |                   |                       |                       |                         |                                   |                                   |                                   |                                   |                                   |                                   |                                   |                                   | Clippers 1984-avui                |                                   |                                   |                                   |                                   |                                    |                                    |                                    |                                    |                                    |                                    |                                             |                                             |                                             |                                             |                                             |                                             |                                    |                                    |                 |                 |                 |
| Califòrnia                   | Oakland         |                      |                      |                      |                                 |                                 |                   |                   |                   |                   |                   |                   |                   |                   |                   |                   |                       |                       |                         | Warriors (Golden State) 1971-avui | Warriors (Golden State) 1971-avui | Warriors (Golden State) 1971-avui | Warriors (Golden State) 1971-avui | Warriors (Golden State) 1971-avui | Warriors (Golden State) 1971-avui | Warriors (Golden State) 1971-avui | Warriors (Golden State) 1971-avui | Warriors (Golden State) 1971-avui | Warriors (Golden State) 1971-avui | Warriors (Golden State) 1971-avui | Warriors (Golden State) 1971-avui | Warriors (Golden State) 1971-avui | Warriors (Golden State) 1971-avui  | Warriors (Golden State) 1971-avui  | Warriors (Golden State) 1971-avui  | Warriors (Golden State) 1971-avui  | Warriors (Golden State) 1971-avui  | Warriors (Golden State) 1971-avui  | Warriors (Golden State) 1971-avui           | Warriors (Golden State) 1971-avui           | Warriors (Golden State) 1971-avui           | Warriors (Golden State) 1971-avui           | Warriors (Golden State) 1971-avui           | Warriors (Golden State) 1971-avui           | Warriors (Golden State) 1971-avui  | Warriors (Golden State) 1971-avui  |                 |                 |                 |
| Califòrnia                   | Sacramento      |                      |                      |                      |                                 |                                 |                   |                   |                   |                   |                   |                   |                   |                   |                   |                   |                       |                       |                         |                                   |                                   |                                   |                                   |                                   |                                   |                                   |                                   |                                   |                                   |                                   | Kings 1985-avui                   | Kings 1985-avui                   | Kings 1985-avui                    | Kings 1985-avui                    | Kings 1985-avui                    | Kings 1985-avui                    | Kings 1985-avui                    | Kings 1985-avui                    | Kings 1985-avui                             | Kings 1985-avui                             | Kings 1985-avui                             | Kings 1985-avui                             | Kings 1985-avui                             | Kings 1985-avui                             | Kings 1985-avui                    | Kings 1985-avui                    |                 |                 |                 |
| Califòrnia                   | San Diego       |                      |                      |                      |                                 |                                 |                   |                   |                   |                   |                   |                   |                   |                   |                   |                   | Rockets 1967-71       | Rockets 1967-71       | Rockets 1967-71         |                                   |                                   |                                   |                                   |                                   |                                   |                                   | Clippers 1978-84                  | Clippers 1978-84                  | Clippers 1978-84                  |                                   |                                   |                                   |                                    |                                    |                                    |                                    |                                    |                                    |                                             |                                             |                                             |                                             |                                             |                                             |                                    |                                    |                 |                 |                 |
| Califòrnia                   | San Francisco   |                      |                      |                      |                                 |                                 |                   |                   |                   |                   |                   |                   |                   | Warriors 1962-71  | Warriors 1962-71  | Warriors 1962-71  | Warriors 1962-71      | Warriors 1962-71      | Warriors 1962-71        |                                   |                                   |                                   |                                   |                                   |                                   |                                   |                                   |                                   |                                   |                                   |                                   |                                   |                                    |                                    |                                    |                                    |                                    |                                    |                                             |                                             |                                             |                                             |                                             |                                             |                                    |                                    |                 |                 |                 |
| Carolina del Sud             | Charlotte       |                      |                      |                      |                                 |                                 |                   |                   |                   |                   |                   |                   |                   |                   |                   |                   |                       |                       |                         |                                   |                                   |                                   |                                   |                                   |                                   |                                   |                                   |                                   |                                   |                                   |                                   | Hornets 1988-2002                 | Hornets 1988-2002                  | Hornets 1988-2002                  | Hornets 1988-2002                  | Hornets 1988-2002                  | Hornets 1988-2002                  | Hornets 1988-2002                  |                                             | Bobcats 2004-2014                           | Bobcats 2004-2014                           | Bobcats 2004-2014                           | Bobcats 2004-2014                           | Bobcats 2004-2014                           | Bobcats 2004-2014                  | Hornets 2014-avui                  |                 |                 |                 |
| Colorado                     | Denver          |                      |                      |                      | Nuggets 1949-50                 |                                 |                   |                   |                   |                   |                   |                   |                   |                   |                   |                   |                       |                       |                         |                                   |                                   |                                   |                                   |                                   | Nuggets 1976-avui                 | Nuggets 1976-avui                 | Nuggets 1976-avui                 | Nuggets 1976-avui                 | Nuggets 1976-avui                 | Nuggets 1976-avui                 | Nuggets 1976-avui                 | Nuggets 1976-avui                 | Nuggets 1976-avui                  | Nuggets 1976-avui                  | Nuggets 1976-avui                  | Nuggets 1976-avui                  | Nuggets 1976-avui                  | Nuggets 1976-avui                  | Nuggets 1976-avui                           | Nuggets 1976-avui                           | Nuggets 1976-avui                           | Nuggets 1976-avui                           | Nuggets 1976-avui                           | Nuggets 1976-avui                           | Nuggets 1976-avui                  | Nuggets 1976-avui                  |                 |                 |                 |
| Columbia                     | Washington      | Capitols 1946-51     | Capitols 1946-51     | Capitols 1946-51     | Capitols 1946-51                | Capitols 1946-51                |                   |                   |                   |                   |                   |                   |                   |                   |                   |                   |                       |                       |                         |                                   |                                   |                                   | Bullets 1974-97                   | Bullets 1974-97                   | Bullets 1974-97                   | Bullets 1974-97                   | Bullets 1974-97                   | Bullets 1974-97                   | Bullets 1974-97                   | Bullets 1974-97                   | Bullets 1974-97                   | Bullets 1974-97                   | Bullets 1974-97                    | Bullets 1974-97                    | Bullets 1974-97                    | Wizards 1997-avui                  | Wizards 1997-avui                  | Wizards 1997-avui                  | Wizards 1997-avui                           | Wizards 1997-avui                           | Wizards 1997-avui                           | Wizards 1997-avui                           | Wizards 1997-avui                           | Wizards 1997-avui                           | Wizards 1997-avui                  | Wizards 1997-avui                  |                 |                 |                 |
| Colúmbia Britànica           | Vancouver       |                      |                      |                      |                                 |                                 |                   |                   |                   |                   |                   |                   |                   |                   |                   |                   |                       |                       |                         |                                   |                                   |                                   |                                   |                                   |                                   |                                   |                                   |                                   |                                   |                                   |                                   |                                   |                                    |                                    | Grizzlies 1995-2001                | Grizzlies 1995-2001                | Grizzlies 1995-2001                |                                    |                                             |                                             |                                             |                                             |                                             |                                             |                                    |                                    |                 |                 |                 |
| Florida                      | Miami           |                      |                      |                      |                                 |                                 |                   |                   |                   |                   |                   |                   |                   |                   |                   |                   |                       |                       |                         |                                   |                                   |                                   |                                   |                                   |                                   |                                   |                                   |                                   |                                   |                                   |                                   | Heat 1988-avui                    | Heat 1988-avui                     | Heat 1988-avui                     | Heat 1988-avui                     | Heat 1988-avui                     | Heat 1988-avui                     | Heat 1988-avui                     | Heat 1988-avui                              | Heat 1988-avui                              | Heat 1988-avui                              | Heat 1988-avui                              | Heat 1988-avui                              | Heat 1988-avui                              | Heat 1988-avui                     | Heat 1988-avui                     |                 |                 |                 |
| Florida                      | Orlando         |                      |                      |                      |                                 |                                 |                   |                   |                   |                   |                   |                   |                   |                   |                   |                   |                       |                       |                         |                                   |                                   |                                   |                                   |                                   |                                   |                                   |                                   |                                   |                                   |                                   |                                   |                                   | Magic 1989-avui                    | Magic 1989-avui                    | Magic 1989-avui                    | Magic 1989-avui                    | Magic 1989-avui                    | Magic 1989-avui                    | Magic 1989-avui                             | Magic 1989-avui                             | Magic 1989-avui                             | Magic 1989-avui                             | Magic 1989-avui                             | Magic 1989-avui                             | Magic 1989-avui                    | Magic 1989-avui                    |                 |                 |                 |
| Geòrgia                      | Atlanta         |                      |                      |                      |                                 |                                 |                   |                   |                   |                   |                   |                   |                   |                   |                   |                   |                       | Hawks 1968-avui       | Hawks 1968-avui         | Hawks 1968-avui                   | Hawks 1968-avui                   | Hawks 1968-avui                   | Hawks 1968-avui                   | Hawks 1968-avui                   | Hawks 1968-avui                   | Hawks 1968-avui                   | Hawks 1968-avui                   | Hawks 1968-avui                   | Hawks 1968-avui                   | Hawks 1968-avui                   | Hawks 1968-avui                   | Hawks 1968-avui                   | Hawks 1968-avui                    | Hawks 1968-avui                    | Hawks 1968-avui                    | Hawks 1968-avui                    | Hawks 1968-avui                    | Hawks 1968-avui                    | Hawks 1968-avui                             | Hawks 1968-avui                             | Hawks 1968-avui                             | Hawks 1968-avui                             | Hawks 1968-avui                             | Hawks 1968-avui                             | Hawks 1968-avui                    | Hawks 1968-avui                    |                 |                 |                 |
| Illinois                     | Chicago         | Stags 1946-50        | Stags 1946-50        | Stags 1946-50        | Stags 1946-50                   |                                 |                   |                   |                   |                   |                   |                   | Packers 1961-62   | Zephyrs 1962-63   |                   | Bulls 1966-avui   | Bulls 1966-avui       | Bulls 1966-avui       | Bulls 1966-avui         | Bulls 1966-avui                   | Bulls 1966-avui                   | Bulls 1966-avui                   | Bulls 1966-avui                   | Bulls 1966-avui                   | Bulls 1966-avui                   | Bulls 1966-avui                   | Bulls 1966-avui                   | Bulls 1966-avui                   | Bulls 1966-avui                   | Bulls 1966-avui                   | Bulls 1966-avui                   | Bulls 1966-avui                   | Bulls 1966-avui                    | Bulls 1966-avui                    | Bulls 1966-avui                    | Bulls 1966-avui                    | Bulls 1966-avui                    | Bulls 1966-avui                    | Bulls 1966-avui                             | Bulls 1966-avui                             | Bulls 1966-avui                             | Bulls 1966-avui                             | Bulls 1966-avui                             | Bulls 1966-avui                             | Bulls 1966-avui                    | Bulls 1966-avui                    |                 |                 |                 |
| Illinois                     | Moline          |                      |                      |                      | Blackhawks (Tri-cities) 1949-51 | Blackhawks (Tri-cities) 1949-51 |                   |                   |                   |                   |                   |                   |                   |                   |                   |                   |                       |                       |                         |                                   |                                   |                                   |                                   |                                   |                                   |                                   |                                   |                                   |                                   |                                   |                                   |                                   |                                    |                                    |                                    |                                    |                                    |                                    |                                             |                                             |                                             |                                             |                                             |                                             |                                    |                                    |                 |                 |                 |
| Indiana                      | Anderson        |                      |                      |                      | Packers 1949-50                 |                                 |                   |                   |                   |                   |                   |                   |                   |                   |                   |                   |                       |                       |                         |                                   |                                   |                                   |                                   |                                   |                                   |                                   |                                   |                                   |                                   |                                   |                                   |                                   |                                    |                                    |                                    |                                    |                                    |                                    |                                             |                                             |                                             |                                             |                                             |                                             |                                    |                                    |                 |                 |                 |
| Indiana                      | Fort Wayne      |                      |                      | Pistons 1948-57      | Pistons 1948-57                 | Pistons 1948-57                 | Pistons 1948-57   | Pistons 1948-57   | Pistons 1948-57   | Pistons 1948-57   |                   |                   |                   |                   |                   |                   |                       |                       |                         |                                   |                                   |                                   |                                   |                                   |                                   |                                   |                                   |                                   |                                   |                                   |                                   |                                   |                                    |                                    |                                    |                                    |                                    |                                    |                                             |                                             |                                             |                                             |                                             |                                             |                                    |                                    |                 |                 |                 |
| Indiana                      | Indianàpolis    |                      |                      | Jets 1948-49         | Olympians 1949-53               | Olympians 1949-53               | Olympians 1949-53 |                   |                   |                   |                   |                   |                   |                   |                   |                   |                       |                       |                         |                                   |                                   |                                   |                                   |                                   | Pacers (Indiana) 1976-avui        | Pacers (Indiana) 1976-avui        | Pacers (Indiana) 1976-avui        | Pacers (Indiana) 1976-avui        | Pacers (Indiana) 1976-avui        | Pacers (Indiana) 1976-avui        | Pacers (Indiana) 1976-avui        | Pacers (Indiana) 1976-avui        | Pacers (Indiana) 1976-avui         | Pacers (Indiana) 1976-avui         | Pacers (Indiana) 1976-avui         | Pacers (Indiana) 1976-avui         | Pacers (Indiana) 1976-avui         | Pacers (Indiana) 1976-avui         | Pacers (Indiana) 1976-avui                  | Pacers (Indiana) 1976-avui                  | Pacers (Indiana) 1976-avui                  | Pacers (Indiana) 1976-avui                  | Pacers (Indiana) 1976-avui                  | Pacers (Indiana) 1976-avui                  | Pacers (Indiana) 1976-avui         | Pacers (Indiana) 1976-avui         |                 |                 |                 |
| Iowa                         | Waterloo        |                      |                      |                      | Hawks 1949-50                   |                                 |                   |                   |                   |                   |                   |                   |                   |                   |                   |                   |                       |                       |                         |                                   |                                   |                                   |                                   |                                   |                                   |                                   |                                   |                                   |                                   |                                   |                                   |                                   |                                    |                                    |                                    |                                    |                                    |                                    |                                             |                                             |                                             |                                             |                                             |                                             |                                    |                                    |                 |                 |                 |
| Louisiana                    | Nova Orleans    |                      |                      |                      |                                 |                                 |                   |                   |                   |                   |                   |                   |                   |                   |                   |                   |                       |                       |                         |                                   |                                   |                                   | Jazz 1974-79                      | Jazz 1974-79                      | Jazz 1974-79                      | Jazz 1974-79                      | Jazz 1974-79                      |                                   |                                   |                                   |                                   |                                   |                                    |                                    |                                    |                                    |                                    |                                    | Hornets 2002-13 (amb Oklahoma City 2005-07) | Hornets 2002-13 (amb Oklahoma City 2005-07) | Hornets 2002-13 (amb Oklahoma City 2005-07) | Hornets 2002-13 (amb Oklahoma City 2005-07) | Hornets 2002-13 (amb Oklahoma City 2005-07) | Hornets 2002-13 (amb Oklahoma City 2005-07) | Pelicans 2013-avui                 | Pelicans 2013-avui                 |                 |                 |                 |
| Maryland                     | Baltimore       |                      | Bullets 1947-54      | Bullets 1947-54      | Bullets 1947-54                 | Bullets 1947-54                 | Bullets 1947-54   | Bullets 1947-54   |                   |                   |                   |                   |                   |                   | Bullets 1963-73   | Bullets 1963-73   | Bullets 1963-73       | Bullets 1963-73       | Bullets 1963-73         | Bullets 1963-73                   | Bullets 1963-73                   |                                   |                                   |                                   |                                   |                                   |                                   |                                   |                                   |                                   |                                   |                                   |                                    |                                    |                                    |                                    |                                    |                                    |                                             |                                             |                                             |                                             |                                             |                                             |                                    |                                    |                 |                 |                 |
| Maryland                     | Landover        |                      |                      |                      |                                 |                                 |                   |                   |                   |                   |                   |                   |                   |                   |                   |                   |                       |                       |                         |                                   |                                   | Bullets (Capital) 1973-74         |                                   |                                   |                                   |                                   |                                   |                                   |                                   |                                   |                                   |                                   |                                    |                                    |                                    |                                    |                                    |                                    |                                             |                                             |                                             |                                             |                                             |                                             |                                    |                                    |                 |                 |                 |
| Massachusetts                | Boston          | Celtics 1946-avui    | Celtics 1946-avui    | Celtics 1946-avui    | Celtics 1946-avui               | Celtics 1946-avui               | Celtics 1946-avui | Celtics 1946-avui | Celtics 1946-avui | Celtics 1946-avui | Celtics 1946-avui | Celtics 1946-avui | Celtics 1946-avui | Celtics 1946-avui | Celtics 1946-avui | Celtics 1946-avui | Celtics 1946-avui     | Celtics 1946-avui     | Celtics 1946-avui       | Celtics 1946-avui                 | Celtics 1946-avui                 | Celtics 1946-avui                 | Celtics 1946-avui                 | Celtics 1946-avui                 | Celtics 1946-avui                 | Celtics 1946-avui                 | Celtics 1946-avui                 | Celtics 1946-avui                 | Celtics 1946-avui                 | Celtics 1946-avui                 | Celtics 1946-avui                 | Celtics 1946-avui                 | Celtics 1946-avui                  | Celtics 1946-avui                  | Celtics 1946-avui                  | Celtics 1946-avui                  | Celtics 1946-avui                  | Celtics 1946-avui                  | Celtics 1946-avui                           | Celtics 1946-avui                           | Celtics 1946-avui                           | Celtics 1946-avui                           | Celtics 1946-avui                           | Celtics 1946-avui                           | Celtics 1946-avui                  | Celtics 1946-avui                  |                 |                 |                 |
| Michigan                     | Detroit         | Falcons 1946-47      |                      |                      |                                 |                                 |                   |                   |                   |                   | Pistons 1957-avui | Pistons 1957-avui | Pistons 1957-avui | Pistons 1957-avui | Pistons 1957-avui | Pistons 1957-avui | Pistons 1957-avui     | Pistons 1957-avui     | Pistons 1957-avui       | Pistons 1957-avui                 | Pistons 1957-avui                 | Pistons 1957-avui                 | Pistons 1957-avui                 | Pistons 1957-avui                 | Pistons 1957-avui                 | Pistons 1957-avui                 | Pistons 1957-avui                 | Pistons 1957-avui                 | Pistons 1957-avui                 | Pistons 1957-avui                 | Pistons 1957-avui                 | Pistons 1957-avui                 | Pistons 1957-avui                  | Pistons 1957-avui                  | Pistons 1957-avui                  | Pistons 1957-avui                  | Pistons 1957-avui                  | Pistons 1957-avui                  | Pistons 1957-avui                           | Pistons 1957-avui                           | Pistons 1957-avui                           | Pistons 1957-avui                           | Pistons 1957-avui                           | Pistons 1957-avui                           | Pistons 1957-avui                  | Pistons 1957-avui                  |                 |                 |                 |
| Estat, Districte o Província | Ciutat          | 1946-1950            | 1946-1950            | 1946-1950            | 1946-1950                       | 1950-1960                       | 1950-1960         | 1950-1960         | 1950-1960         | 1950-1960         | 1950-1960         | 1960-1970         | 1960-1970         | 1960-1970         | 1960-1970         | 1960-1970         | 1960-1970             | 1960-1970             | 1970-1980               | 1970-1980                         | 1970-1980                         | 1970-1980                         | 1970-1980                         | 1970-1980                         | 1970-1980                         | 1970-1980                         | 1970-1980                         | 1970-1980                         | 1980-1990                         | 1980-1990                         | 1980-1990                         | 1980-1990                         | 1980-1990                          | 1990-2000                          | 1990-2000                          | 1990-2000                          | 2000-2010                          | 2000-2010                          | 2000-2010                                   | 2000-2010                                   | 2000-2010                                   | 2000-2010                                   | 2010-2015                                   | 2010-2015                                   | 2010-2015                          | 2010-2015                          |                 |                 |                 |
| Minnesota                    | Minneàpolis     |                      |                      | Lakers 1948-60       | Lakers 1948-60                  | Lakers 1948-60                  | Lakers 1948-60    | Lakers 1948-60    | Lakers 1948-60    | Lakers 1948-60    | Lakers 1948-60    |                   |                   |                   |                   |                   |                       |                       |                         |                                   |                                   |                                   |                                   |                                   |                                   |                                   |                                   |                                   |                                   |                                   |                                   |                                   | Timberwolves (Minnesota) 1989-avui | Timberwolves (Minnesota) 1989-avui | Timberwolves (Minnesota) 1989-avui | Timberwolves (Minnesota) 1989-avui | Timberwolves (Minnesota) 1989-avui | Timberwolves (Minnesota) 1989-avui | Timberwolves (Minnesota) 1989-avui          | Timberwolves (Minnesota) 1989-avui          | Timberwolves (Minnesota) 1989-avui          | Timberwolves (Minnesota) 1989-avui          | Timberwolves (Minnesota) 1989-avui          | Timberwolves (Minnesota) 1989-avui          | Timberwolves (Minnesota) 1989-avui | Timberwolves (Minnesota) 1989-avui |                 |                 |                 |
| Missouri                     | Kansas City     |                      |                      |                      |                                 |                                 |                   |                   |                   |                   |                   |                   |                   |                   |                   |                   |                       |                       |                         |                                   | Kings 1972-85 (amb Omaha 1972-75) | Kings 1972-85 (amb Omaha 1972-75) | Kings 1972-85 (amb Omaha 1972-75) | Kings 1972-85 (amb Omaha 1972-75) | Kings 1972-85 (amb Omaha 1972-75) | Kings 1972-85 (amb Omaha 1972-75) | Kings 1972-85 (amb Omaha 1972-75) | Kings 1972-85 (amb Omaha 1972-75) | Kings 1972-85 (amb Omaha 1972-75) | Kings 1972-85 (amb Omaha 1972-75) |                                   |                                   |                                    |                                    |                                    |                                    |                                    |                                    |                                             |                                             |                                             |                                             |                                             |                                             |                                    |                                    |                 |                 |                 |
| Missouri                     | Saint Louis     | Bombers 1946-50      | Bombers 1946-50      | Bombers 1946-50      | Bombers 1946-50                 |                                 |                   |                   |                   | Hawks 1955-68     | Hawks 1955-68     | Hawks 1955-68     | Hawks 1955-68     | Hawks 1955-68     | Hawks 1955-68     | Hawks 1955-68     | Hawks 1955-68         |                       |                         |                                   |                                   |                                   |                                   |                                   |                                   |                                   |                                   |                                   |                                   |                                   |                                   |                                   |                                    |                                    |                                    |                                    |                                    |                                    |                                             |                                             |                                             |                                             |                                             |                                             |                                    |                                    |                 |                 |                 |
| Nebraska                     | Omaha           |                      |                      |                      |                                 |                                 |                   |                   |                   |                   |                   |                   |                   |                   |                   |                   |                       |                       |                         |                                   | Kings (amb Kansas City) 1972-75   | Kings (amb Kansas City) 1972-75   | Kings (amb Kansas City) 1972-75   |                                   |                                   |                                   |                                   |                                   |                                   |                                   |                                   |                                   |                                    |                                    |                                    |                                    |                                    |                                    |                                             |                                             |                                             |                                             |                                             |                                             |                                    |                                    |                 |                 |                 |
| Nova Jersey                  | East Rutherford |                      |                      |                      |                                 |                                 |                   |                   |                   |                   |                   |                   |                   |                   |                   |                   |                       |                       |                         |                                   |                                   |                                   |                                   |                                   |                                   | Nets (New Jersey) 1977-2012       | Nets (New Jersey) 1977-2012       | Nets (New Jersey) 1977-2012       | Nets (New Jersey) 1977-2012       | Nets (New Jersey) 1977-2012       | Nets (New Jersey) 1977-2012       | Nets (New Jersey) 1977-2012       | Nets (New Jersey) 1977-2012        | Nets (New Jersey) 1977-2012        | Nets (New Jersey) 1977-2012        | Nets (New Jersey) 1977-2012        | Nets (New Jersey) 1977-2012        | Nets (New Jersey) 1977-2012        | Nets (New Jersey) 1977-2012                 | Nets (New Jersey) 1977-2012                 | Nets (New Jersey) 1977-2012                 | Nets (New Jersey) 1977-2012                 | Nets (New Jersey) 1977-2012                 |                                             |                                    |                                    |                 |                 |                 |
| Nova York                    | Buffalo         |                      |                      |                      |                                 |                                 |                   |                   |                   |                   |                   |                   |                   |                   |                   |                   |                       |                       | Braves 1970-78          | Braves 1970-78                    | Braves 1970-78                    | Braves 1970-78                    | Braves 1970-78                    | Braves 1970-78                    | Braves 1970-78                    | Braves 1970-78                    |                                   |                                   |                                   |                                   |                                   |                                   |                                    |                                    |                                    |                                    |                                    |                                    |                                             |                                             |                                             |                                             |                                             |                                             |                                    |                                    |                 |                 |                 |
| Nova York                    | Nova York       | Knicks 1946-avui     | Knicks 1946-avui     | Knicks 1946-avui     | Knicks 1946-avui                | Knicks 1946-avui                | Knicks 1946-avui  | Knicks 1946-avui  | Knicks 1946-avui  | Knicks 1946-avui  | Knicks 1946-avui  | Knicks 1946-avui  | Knicks 1946-avui  | Knicks 1946-avui  | Knicks 1946-avui  | Knicks 1946-avui  | Knicks 1946-avui      | Knicks 1946-avui      | Knicks 1946-avui        | Knicks 1946-avui                  | Knicks 1946-avui                  | Knicks 1946-avui                  | Knicks 1946-avui                  | Knicks 1946-avui                  | Knicks 1946-avui                  | Knicks 1946-avui                  | Knicks 1946-avui                  | Knicks 1946-avui                  | Knicks 1946-avui                  | Knicks 1946-avui                  | Knicks 1946-avui                  | Knicks 1946-avui                  | Knicks 1946-avui                   | Knicks 1946-avui                   | Knicks 1946-avui                   | Knicks 1946-avui                   | Knicks 1946-avui                   | Knicks 1946-avui                   | Knicks 1946-avui                            | Knicks 1946-avui                            | Knicks 1946-avui                            | Knicks 1946-avui                            | Knicks 1946-avui                            | Knicks 1946-avui                            | Knicks 1946-avui                   | Knicks 1946-avui                   |                 |                 |                 |
| Nova York                    | Nova York       |                      |                      |                      |                                 |                                 |                   |                   |                   |                   |                   |                   |                   |                   |                   |                   |                       |                       |                         |                                   |                                   |                                   |                                   |                                   | Nets 1976-77                      |                                   |                                   |                                   |                                   |                                   |                                   |                                   |                                    |                                    |                                    |                                    |                                    |                                    |                                             |                                             |                                             |                                             |                                             | Nets (Brooklin) 2012-avui                   | Nets (Brooklin) 2012-avui          | Nets (Brooklin) 2012-avui          |                 |                 |                 |
| Nova York                    | Rochester       |                      |                      | Royals 1948-57       | Royals 1948-57                  | Royals 1948-57                  | Royals 1948-57    | Royals 1948-57    | Royals 1948-57    | Royals 1948-57    |                   |                   |                   |                   |                   |                   |                       |                       |                         |                                   |                                   |                                   |                                   |                                   |                                   |                                   |                                   |                                   |                                   |                                   |                                   |                                   |                                    |                                    |                                    |                                    |                                    |                                    |                                             |                                             |                                             |                                             |                                             |                                             |                                    |                                    |                 |                 |                 |
| Nova York                    | Syracuse        |                      |                      |                      | Nationals 1949-63               | Nationals 1949-63               | Nationals 1949-63 | Nationals 1949-63 | Nationals 1949-63 | Nationals 1949-63 | Nationals 1949-63 | Nationals 1949-63 | Nationals 1949-63 | Nationals 1949-63 |                   |                   |                       |                       |                         |                                   |                                   |                                   |                                   |                                   |                                   |                                   |                                   |                                   |                                   |                                   |                                   |                                   |                                    |                                    |                                    |                                    |                                    |                                    |                                             |                                             |                                             |                                             |                                             |                                             |                                    |                                    |                 |                 |                 |
| Ohio                         | Cincinati       |                      |                      |                      |                                 |                                 |                   |                   |                   |                   | Royals 1957-72    | Royals 1957-72    | Royals 1957-72    | Royals 1957-72    | Royals 1957-72    | Royals 1957-72    | Royals 1957-72        | Royals 1957-72        | Royals 1957-72          | Royals 1957-72                    |                                   |                                   |                                   |                                   |                                   |                                   |                                   |                                   |                                   |                                   |                                   |                                   |                                    |                                    |                                    |                                    |                                    |                                    |                                             |                                             |                                             |                                             |                                             |                                             |                                    |                                    |                 |                 |                 |
| Ohio                         | Cleveland       | Rebels 1946-47       |                      |                      |                                 |                                 |                   |                   |                   |                   |                   |                   |                   |                   |                   |                   |                       |                       | Cavaliers 1970-avui     | Cavaliers 1970-avui               | Cavaliers 1970-avui               | Cavaliers 1970-avui               | Cavaliers 1970-avui               | Cavaliers 1970-avui               | Cavaliers 1970-avui               | Cavaliers 1970-avui               | Cavaliers 1970-avui               | Cavaliers 1970-avui               | Cavaliers 1970-avui               | Cavaliers 1970-avui               | Cavaliers 1970-avui               | Cavaliers 1970-avui               | Cavaliers 1970-avui                | Cavaliers 1970-avui                | Cavaliers 1970-avui                | Cavaliers 1970-avui                | Cavaliers 1970-avui                | Cavaliers 1970-avui                | Cavaliers 1970-avui                         | Cavaliers 1970-avui                         | Cavaliers 1970-avui                         | Cavaliers 1970-avui                         | Cavaliers 1970-avui                         | Cavaliers 1970-avui                         | Cavaliers 1970-avui                | Cavaliers 1970-avui                |                 |                 |                 |
| Oklahoma                     | Oklahoma City   |                      |                      |                      |                                 |                                 |                   |                   |                   |                   |                   |                   |                   |                   |                   |                   |                       |                       |                         |                                   |                                   |                                   |                                   |                                   |                                   |                                   |                                   |                                   |                                   |                                   |                                   |                                   |                                    |                                    |                                    |                                    |                                    |                                    | Hornets 2005-07 (amb Nova Orleans)          | Hornets 2005-07 (amb Nova Orleans)          |                                             | Thunder 2008-avui                           | Thunder 2008-avui                           | Thunder 2008-avui                           | Thunder 2008-avui                  | Thunder 2008-avui                  |                 |                 |                 |
| Ontario                      | Toronto         | Huskies 1946-47      |                      |                      |                                 |                                 |                   |                   |                   |                   |                   |                   |                   |                   |                   |                   |                       |                       |                         |                                   |                                   |                                   |                                   |                                   |                                   |                                   |                                   |                                   |                                   |                                   |                                   |                                   |                                    |                                    | Raptors 1995-avui                  | Raptors 1995-avui                  | Raptors 1995-avui                  | Raptors 1995-avui                  | Raptors 1995-avui                           | Raptors 1995-avui                           | Raptors 1995-avui                           | Raptors 1995-avui                           | Raptors 1995-avui                           | Raptors 1995-avui                           | Raptors 1995-avui                  | Raptors 1995-avui                  |                 |                 |                 |
| Oregon                       | Portland        |                      |                      |                      |                                 |                                 |                   |                   |                   |                   |                   |                   |                   |                   |                   |                   |                       |                       | Trail Blazers 1970-avui | Trail Blazers 1970-avui           | Trail Blazers 1970-avui           | Trail Blazers 1970-avui           | Trail Blazers 1970-avui           | Trail Blazers 1970-avui           | Trail Blazers 1970-avui           | Trail Blazers 1970-avui           | Trail Blazers 1970-avui           | Trail Blazers 1970-avui           | Trail Blazers 1970-avui           | Trail Blazers 1970-avui           | Trail Blazers 1970-avui           | Trail Blazers 1970-avui           | Trail Blazers 1970-avui            | Trail Blazers 1970-avui            | Trail Blazers 1970-avui            | Trail Blazers 1970-avui            | Trail Blazers 1970-avui            | Trail Blazers 1970-avui            | Trail Blazers 1970-avui                     | Trail Blazers 1970-avui                     | Trail Blazers 1970-avui                     | Trail Blazers 1970-avui                     | Trail Blazers 1970-avui                     | Trail Blazers 1970-avui                     | Trail Blazers 1970-avui            | Trail Blazers 1970-avui            |                 |                 |                 |
| Pennsilvània                 | Philadelphia    | Warriors 1946-62     | Warriors 1946-62     | Warriors 1946-62     | Warriors 1946-62                | Warriors 1946-62                | Warriors 1946-62  | Warriors 1946-62  | Warriors 1946-62  | Warriors 1946-62  | Warriors 1946-62  | Warriors 1946-62  | Warriors 1946-62  |                   | 76ers 1963-avui   | 76ers 1963-avui   | 76ers 1963-avui       | 76ers 1963-avui       | 76ers 1963-avui         | 76ers 1963-avui                   | 76ers 1963-avui                   | 76ers 1963-avui                   | 76ers 1963-avui                   | 76ers 1963-avui                   | 76ers 1963-avui                   | 76ers 1963-avui                   | 76ers 1963-avui                   | 76ers 1963-avui                   | 76ers 1963-avui                   | 76ers 1963-avui                   | 76ers 1963-avui                   | 76ers 1963-avui                   | 76ers 1963-avui                    | 76ers 1963-avui                    | 76ers 1963-avui                    | 76ers 1963-avui                    | 76ers 1963-avui                    | 76ers 1963-avui                    | 76ers 1963-avui                             | 76ers 1963-avui                             | 76ers 1963-avui                             | 76ers 1963-avui                             | 76ers 1963-avui                             | 76ers 1963-avui                             | 76ers 1963-avui                    | 76ers 1963-avui                    |                 |                 |                 |
| Pennsilvània                 | Pittsburgh      | Ironmen 1946-47      |                      |                      |                                 |                                 |                   |                   |                   |                   |                   |                   |                   |                   |                   |                   |                       |                       |                         |                                   |                                   |                                   |                                   |                                   |                                   |                                   |                                   |                                   |                                   |                                   |                                   |                                   |                                    |                                    |                                    |                                    |                                    |                                    |                                             |                                             |                                             |                                             |                                             |                                             |                                    |                                    |                 |                 |                 |
| Rhode Island                 | Providence      | Steamrollers 1946-49 | Steamrollers 1946-49 | Steamrollers 1946-49 |                                 |                                 |                   |                   |                   |                   |                   |                   |                   |                   |                   |                   |                       |                       |                         |                                   |                                   |                                   |                                   |                                   |                                   |                                   |                                   |                                   |                                   |                                   |                                   |                                   |                                    |                                    |                                    |                                    |                                    |                                    |                                             |                                             |                                             |                                             |                                             |                                             |                                    |                                    |                 |                 |                 |
| Tennessee                    | Memphis         |                      |                      |                      |                                 |                                 |                   |                   |                   |                   |                   |                   |                   |                   |                   |                   |                       |                       |                         |                                   |                                   |                                   |                                   |                                   |                                   |                                   |                                   |                                   |                                   |                                   |                                   |                                   |                                    |                                    |                                    |                                    |                                    | Grizzlies 2001-avui                | Grizzlies 2001-avui                         | Grizzlies 2001-avui                         | Grizzlies 2001-avui                         | Grizzlies 2001-avui                         | Grizzlies 2001-avui                         | Grizzlies 2001-avui                         | Grizzlies 2001-avui                | Grizzlies 2001-avui                |                 |                 |                 |
| Texas                        | Dallas          |                      |                      |                      |                                 |                                 |                   |                   |                   |                   |                   |                   |                   |                   |                   |                   |                       |                       |                         |                                   |                                   |                                   |                                   |                                   |                                   |                                   |                                   |                                   | Maverics 1980-avui                | Maverics 1980-avui                | Maverics 1980-avui                | Maverics 1980-avui                | Maverics 1980-avui                 | Maverics 1980-avui                 | Maverics 1980-avui                 | Maverics 1980-avui                 | Maverics 1980-avui                 | Maverics 1980-avui                 | Maverics 1980-avui                          | Maverics 1980-avui                          | Maverics 1980-avui                          | Maverics 1980-avui                          | Maverics 1980-avui                          | Maverics 1980-avui                          | Maverics 1980-avui                 | Maverics 1980-avui                 |                 |                 |                 |
| Texas                        | Houston         |                      |                      |                      |                                 |                                 |                   |                   |                   |                   |                   |                   |                   |                   |                   |                   |                       |                       |                         | Rockets 1971-avui                 | Rockets 1971-avui                 | Rockets 1971-avui                 | Rockets 1971-avui                 | Rockets 1971-avui                 | Rockets 1971-avui                 | Rockets 1971-avui                 | Rockets 1971-avui                 | Rockets 1971-avui                 | Rockets 1971-avui                 | Rockets 1971-avui                 | Rockets 1971-avui                 | Rockets 1971-avui                 | Rockets 1971-avui                  | Rockets 1971-avui                  | Rockets 1971-avui                  | Rockets 1971-avui                  | Rockets 1971-avui                  | Rockets 1971-avui                  | Rockets 1971-avui                           | Rockets 1971-avui                           | Rockets 1971-avui                           | Rockets 1971-avui                           | Rockets 1971-avui                           | Rockets 1971-avui                           | Rockets 1971-avui                  | Rockets 1971-avui                  |                 |                 |                 |
| Texas                        | San Antonio     |                      |                      |                      |                                 |                                 |                   |                   |                   |                   |                   |                   |                   |                   |                   |                   |                       |                       |                         |                                   |                                   |                                   |                                   |                                   | Spurs 1976-avui                   | Spurs 1976-avui                   | Spurs 1976-avui                   | Spurs 1976-avui                   | Spurs 1976-avui                   | Spurs 1976-avui                   | Spurs 1976-avui                   | Spurs 1976-avui                   | Spurs 1976-avui                    | Spurs 1976-avui                    | Spurs 1976-avui                    | Spurs 1976-avui                    | Spurs 1976-avui                    | Spurs 1976-avui                    | Spurs 1976-avui                             | Spurs 1976-avui                             | Spurs 1976-avui                             | Spurs 1976-avui                             | Spurs 1976-avui                             | Spurs 1976-avui                             | Spurs 1976-avui                    | Spurs 1976-avui                    | Spurs 1976-avui | Spurs 1976-avui | Spurs 1976-avui |
| Utah                         | Salt Lake City  |                      |                      |                      |                                 |                                 |                   |                   |                   |                   |                   |                   |                   |                   |                   |                   |                       |                       |                         |                                   |                                   |                                   |                                   |                                   |                                   |                                   |                                   | Jazz (Utah)                       | Jazz (Utah)                       | Jazz (Utah)                       | Jazz (Utah)                       | Jazz (Utah)                       | Jazz (Utah)                        | Jazz (Utah)                        | Jazz (Utah)                        | Jazz (Utah)                        | Jazz (Utah)                        | Jazz (Utah)                        | Jazz (Utah)                                 | Jazz (Utah)                                 | Jazz (Utah)                                 | Jazz (Utah)                                 | Jazz (Utah)                                 | Jazz (Utah)                                 | Jazz (Utah)                        | Jazz (Utah)                        |                 |                 |                 |
| Washington                   | Seattle         |                      |                      |                      |                                 |                                 |                   |                   |                   |                   |                   |                   |                   |                   |                   |                   | Supersonics 1967-2008 | Supersonics 1967-2008 | Supersonics 1967-2008   | Supersonics 1967-2008             | Supersonics 1967-2008             | Supersonics 1967-2008             | Supersonics 1967-2008             | Supersonics 1967-2008             | Supersonics 1967-2008             | Supersonics 1967-2008             | Supersonics 1967-2008             | Supersonics 1967-2008             | Supersonics 1967-2008             | Supersonics 1967-2008             | Supersonics 1967-2008             | Supersonics 1967-2008             | Supersonics 1967-2008              | Supersonics 1967-2008              | Supersonics 1967-2008              | Supersonics 1967-2008              | Supersonics 1967-2008              | Supersonics 1967-2008              | Supersonics 1967-2008                       | Supersonics 1967-2008                       | Supersonics 1967-2008                       |                                             |                                             |                                             |                                    |                                    |                 |                 |                 |
| Wisconsin                    | Milwaukee       |                      |                      |                      |                                 |                                 | Hawks 1951-55     | Hawks 1951-55     | Hawks 1951-55     |                   |                   |                   |                   |                   |                   |                   |                       | Bucks 1968-avui       | Bucks 1968-avui         | Bucks 1968-avui                   | Bucks 1968-avui                   | Bucks 1968-avui                   | Bucks 1968-avui                   | Bucks 1968-avui                   | Bucks 1968-avui                   | Bucks 1968-avui                   | Bucks 1968-avui                   | Bucks 1968-avui                   | Bucks 1968-avui                   | Bucks 1968-avui                   | Bucks 1968-avui                   | Bucks 1968-avui                   | Bucks 1968-avui                    | Bucks 1968-avui                    | Bucks 1968-avui                    | Bucks 1968-avui                    | Bucks 1968-avui                    | Bucks 1968-avui                    | Bucks 1968-avui                             | Bucks 1968-avui                             | Bucks 1968-avui                             | Bucks 1968-avui                             | Bucks 1968-avui                             | Bucks 1968-avui                             | Bucks 1968-avui                    | Bucks 1968-avui                    |                 |                 |                 |
| Wisconsin                    | Sheboygan       |                      |                      |                      | Red Skins 1949-50               |                                 |                   |                   |                   |                   |                   |                   |                   |                   |                   |                   |                       |                       |                         |                                   |                                   |                                   |                                   |                                   |                                   |                                   |                                   |                                   |                                   |                                   |                                   |                                   |                                    |                                    |                                    |                                    |                                    |                                    |                                             |                                             |                                             |                                             |                                             |                                             |                                    |                                    |                 |                 |                 |
| Estat, Districte o Província | Ciutat          | 1946-1950            | 1946-1950            | 1946-1950            | 1946-1950                       | 1950-1960                       | 1950-1960         | 1950-1960         | 1950-1960         | 1950-1960         | 1950-1960         | 1960-1970         | 1960-1970         | 1960-1970         | 1960-1970         | 1960-1970         | 1960-1970             | 1960-1970             | 1970-1980               | 1970-1980                         | 1970-1980                         | 1970-1980                         | 1970-1980                         | 1970-1980                         | 1970-1980                         | 1970-1980                         | 1970-1980                         | 1970-1980                         | 1980-1990                         | 1980-1990                         | 1980-1990                         | 1980-1990                         | 1980-1990                          | 1990-2000                          | 1990-2000                          | 1990-2000                          | 2000-2010                          | 2000-2010                          | 2000-2010                                   | 2000-2010                                   | 2000-2010                                   | 2000-2010                                   | 2010-2015                                   | 2010-2015                                   | 2010-2015                          | 2010-2015                          |                 |                 |                 |

## Història de les Conferències i Divisions

### Equips per Divisions
| EST                  | 1970-1976              | 1970-1976             | 1970-1976                 | 1970-1976                 | 1970-1976                 | 1970-1976             | 1976-1977             | 1977-1978             | 1978-1988             | 1978-1988             | 1978-1988             | 1978-1988             | 1978-1988             | 1988-1989              | 1989-1991             | 1989-1991             | 1991-1997             | 1991-1997             | 1997-2004             | 1997-2004             | 1997-2004             | 2004-2012              | 2004-2012                           | 2004-2012             | 2004-2012             | 2012-avui             | 2012-avui             | 2012-avui             | EST                  |
| Divisió Atlàntica    | Boston Celtics         | Boston Celtics        | Boston Celtics            | Boston Celtics            | Boston Celtics            | Boston Celtics        | Boston Celtics        | Boston Celtics        | Boston Celtics        | Boston Celtics        | Boston Celtics        | Boston Celtics        | Boston Celtics        | Boston Celtics         | Boston Celtics        | Boston Celtics        | Boston Celtics        | Boston Celtics        | Boston Celtics        | Boston Celtics        | Boston Celtics        | Boston Celtics         | Boston Celtics                      | Boston Celtics        | Boston Celtics        | Boston Celtics        | Boston Celtics        | Boston Celtics        | Divisió Atlàntica    |
| -------------------- | ---------------------- | --------------------- | ------------------------- | ------------------------- | ------------------------- | --------------------- | --------------------- | --------------------- | --------------------- | --------------------- | --------------------- | --------------------- | --------------------- | ---------------------- | --------------------- | --------------------- | --------------------- | --------------------- | --------------------- | --------------------- | --------------------- | ---------------------- | ----------------------------------- | --------------------- | --------------------- | --------------------- | --------------------- | --------------------- | -------------------- |
| Divisió Atlàntica    | Buffalo Braves         |                       |                           |                           |                           |                       |                       |                       |                       |                       |                       |                       |                       |                        |                       |                       |                       |                       |                       |                       |                       |                        |                                     |                       |                       |                       |                       |                       | Divisió Atlàntica    |
| Divisió Atlàntica    | New York Knicks        |                       |                           |                           |                           |                       |                       |                       |                       |                       |                       |                       |                       |                        |                       |                       |                       |                       |                       |                       |                       |                        |                                     |                       |                       |                       |                       |                       | Divisió Atlàntica    |
| Divisió Atlàntica    | Philadelphia 76ers     |                       |                           |                           |                           |                       |                       |                       |                       |                       |                       |                       |                       |                        |                       |                       |                       |                       |                       |                       |                       |                        |                                     |                       |                       |                       |                       |                       | Divisió Atlàntica    |
| Divisió Atlàntica    |                        |                       |                           |                           |                           |                       | New York Nets         | New Jersey Nets       | New Jersey Nets       | New Jersey Nets       | New Jersey Nets       | New Jersey Nets       | New Jersey Nets       | New Jersey Nets        | New Jersey Nets       | New Jersey Nets       | New Jersey Nets       | New Jersey Nets       | New Jersey Nets       | New Jersey Nets       | New Jersey Nets       | New Jersey Nets        | New Jersey Nets                     | New Jersey Nets       | New Jersey Nets       | Brooklin Nets         | Brooklin Nets         | Brooklin Nets         | Divisió Atlàntica    |
| Divisió Atlàntica    |                        |                       |                           |                           |                           |                       |                       |                       | Washington Bullets    | Washington Bullets    | Washington Bullets    | Washington Bullets    | Washington Bullets    | Washington Bullets     | Washington Bullets    | Washington Bullets    | Washington Bullets    | Washington Bullets    | Washington Wizards    | Washington Wizards    | Washington Wizards    |                        |                                     |                       |                       |                       |                       |                       | Divisió Atlàntica    |
| Divisió Atlàntica    |                        |                       |                           |                           |                           |                       |                       |                       |                       |                       |                       |                       | Charlotte Hornets     |                        |                       |                       |                       |                       |                       |                       |                       |                        |                                     |                       |                       |                       |                       |                       | Divisió Atlàntica    |
| Divisió Atlàntica    |                        |                       |                           |                           |                           |                       |                       |                       |                       |                       |                       |                       |                       | Miami Heat             |                       |                       |                       |                       |                       |                       |                       |                        |                                     |                       |                       |                       |                       |                       | Divisió Atlàntica    |
| Divisió Atlàntica    |                        |                       |                           |                           |                           |                       |                       |                       |                       |                       |                       |                       |                       |                        |                       | Orlando Magic         |                       |                       |                       |                       |                       |                        |                                     |                       |                       |                       |                       |                       | Divisió Atlàntica    |
| Divisió Atlàntica    |                        |                       |                           |                           |                           |                       |                       |                       |                       |                       |                       |                       |                       |                        |                       |                       |                       |                       |                       |                       | Toronto Raptors       |                        |                                     |                       |                       |                       |                       |                       | Divisió Atlàntica    |
| Divisió Atlàntica    | 4 equips               | 4 equips              | 4 equips                  | 4 equips                  | 4 equips                  | 4 equips              | 5 equips              | 4 equips              | 5 equips              | 5 equips              | 5 equips              | 5 equips              | 5 equips              | 6 equips               | 6 equips              | 6 equips              | 7 equips              | 7 equips              | 7 equips              | 7 equips              | 7 equips              | 5 equips               | 5 equips                            | 5 equips              | 5 equips              | 5 equips              | 5 equips              | 5 equips              | Divisió Atlàntica    |
| EST                  | 1970-1972              | 1970-1972             | 1972-1973                 | 1973-1974                 | 1974-1976                 | 1974-1976             | 1976-1977             | 1977-1978             | 1978-1979             | 1979-1980             | 1980-1988             | 1980-1988             | 1980-1988             | 1988-1989              | 1989-1990             | 1990-1991             | 1991-1997             | 1991-1997             | 1997-2001             | 2001-2004             | 2001-2004             | 2004-2012              | 2004-2012                           | 2004-2012             | 2004-2012             | 2012-avui             | 2012-avui             | 2012-avui             | EST                  |
| Divisió Central      | Atlanta Hawks          | Atlanta Hawks         | Atlanta Hawks             | Atlanta Hawks             | Atlanta Hawks             | Atlanta Hawks         | Atlanta Hawks         | Atlanta Hawks         | Atlanta Hawks         | Atlanta Hawks         | Atlanta Hawks         | Atlanta Hawks         | Atlanta Hawks         | Atlanta Hawks          | Atlanta Hawks         | Atlanta Hawks         | Atlanta Hawks         | Atlanta Hawks         | Atlanta Hawks         | Atlanta Hawks         | Atlanta Hawks         |                        |                                     |                       |                       |                       |                       |                       | Divisió Central      |
| Divisió Central      | Baltimore Bullets      | Baltimore Bullets     | Baltimore Bullets         | Capital Bullets           | Washington Bullets        | Washington Bullets    | Washington Bullets    | Washington Bullets    |                       |                       |                       |                       |                       |                        |                       |                       |                       |                       |                       |                       |                       |                        |                                     |                       |                       |                       |                       |                       | Divisió Central      |
| Divisió Central      | Cincinnati Royals      |                       |                           |                           |                           |                       |                       |                       |                       |                       |                       |                       |                       |                        |                       |                       |                       |                       |                       |                       |                       |                        |                                     |                       |                       |                       |                       |                       | Divisió Central      |
| Divisió Central      | Cleveland Cavaliers    |                       |                           |                           |                           |                       |                       |                       |                       |                       |                       |                       |                       |                        |                       |                       |                       |                       |                       |                       |                       |                        |                                     |                       |                       |                       |                       |                       | Divisió Central      |
| Divisió Central      |                        | Houston Rockets       |                           |                           |                           |                       |                       |                       |                       |                       |                       |                       |                       |                        |                       |                       |                       |                       |                       |                       |                       |                        |                                     |                       |                       |                       |                       |                       | Divisió Central      |
| Divisió Central      |                        |                       |                           | New Orleans Jazz          |                           |                       |                       |                       |                       |                       |                       |                       |                       |                        |                       |                       |                       |                       |                       |                       |                       |                        |                                     |                       |                       |                       |                       |                       | Divisió Central      |
| Divisió Central      |                        |                       |                           |                           |                           | San Antonio Spurs     |                       |                       |                       |                       |                       |                       |                       |                        |                       |                       |                       |                       |                       |                       |                       |                        |                                     |                       |                       |                       |                       |                       | Divisió Central      |
| Divisió Central      |                        |                       |                           |                           |                           |                       |                       | Detroit Pistons       |                       |                       |                       |                       |                       |                        |                       |                       |                       |                       |                       |                       |                       |                        |                                     |                       |                       |                       |                       |                       | Divisió Central      |
| Divisió Central      |                        |                       |                           |                           |                           |                       |                       |                       | Indiana Pacers        |                       |                       |                       |                       |                        |                       |                       |                       |                       |                       |                       |                       |                        |                                     |                       |                       |                       |                       |                       | Divisió Central      |
| Divisió Central      |                        |                       |                           |                           |                           |                       |                       |                       |                       | Chicago Bulls         |                       |                       |                       |                        |                       |                       |                       |                       |                       |                       |                       |                        |                                     |                       |                       |                       |                       |                       | Divisió Central      |
| Divisió Central      |                        |                       |                           |                           |                           |                       |                       |                       |                       | Milwaukee Bucks       |                       |                       |                       |                        |                       |                       |                       |                       |                       |                       |                       |                        |                                     |                       |                       |                       |                       |                       | Divisió Central      |
| Divisió Central      |                        |                       |                           |                           |                           |                       |                       |                       |                       |                       |                       |                       |                       | Orlando Magic          |                       |                       |                       |                       |                       |                       |                       |                        |                                     |                       |                       |                       |                       |                       | Divisió Central      |
| Divisió Central      |                        |                       |                           |                           |                           |                       |                       |                       |                       |                       |                       |                       |                       |                        |                       | Charlotte Hornets     | Charlotte Hornets     | Charlotte Hornets     | Charlotte Hornets     | Charlotte Hornets     | New Orleans Hornets   |                        |                                     |                       |                       |                       |                       |                       | Divisió Central      |
| Divisió Central      |                        |                       |                           |                           |                           |                       |                       |                       |                       |                       |                       |                       |                       |                        |                       |                       | Toronto Raptors       |                       |                       |                       |                       |                        |                                     |                       |                       |                       |                       |                       | Divisió Central      |
| Divisió Central      | 4 equips               | 4 equips              | 4 equips                  | 4 equips                  | 5 equips                  | 5 equips              | 6 equips              | 6 equips              | 6 equips              | 5 equips              | 6 equips              | 6 equips              | 6 equips              | 6 equips               | 7 equips              | 7 equips              | 7 equips              | 8 equips              | 8 equips              | 7 equips              | 7 equips              | 5 equips               | 5 equips                            | 5 equips              | 5 equips              | 5 equips              | 5 equips              | 5 equips              | Divisió Central      |
| EST                  | 1970-1972              | 1970-1972             | 1972-1973                 | 1973-1974                 | 1974-1976                 | 1974-1976             | 1976-1978             | 1976-1978             | 1978-1979             | 1979-1980             | 1980-1989             | 1980-1989             | 1980-1989             | 1980-1989              | 1989-1990             | 1990-1995             | 1990-1995             | 1995-2001             | 1995-2001             | 2001-2002             | 2002-2004             | 2004-2014              | 2004-2014                           | 2004-2014             | 2004-2014             | 2004-2014             | 2004-2014             | 2014-avui             | EST                  |
| Divisió Sud-est      | Divisió Sud-est        | Divisió Sud-est       | Divisió Sud-est           | Divisió Sud-est           | Divisió Sud-est           | Divisió Sud-est       | Divisió Sud-est       | Divisió Sud-est       | Divisió Sud-est       | Divisió Sud-est       | Divisió Sud-est       | Divisió Sud-est       | Divisió Sud-est       | Divisió Sud-est        | Divisió Sud-est       | Divisió Sud-est       | Divisió Sud-est       | Divisió Sud-est       | Divisió Sud-est       | Divisió Sud-est       | Divisió Sud-est       | Atlanta Hawks          | Atlanta Hawks                       | Atlanta Hawks         | Atlanta Hawks         | Atlanta Hawks         | Atlanta Hawks         | Atlanta Hawks         | Divisió Sud-est      |
| Divisió Sud-est      | Divisió Sud-est        | Divisió Sud-est       | Divisió Sud-est           | Divisió Sud-est           | Divisió Sud-est           | Divisió Sud-est       | Divisió Sud-est       | Divisió Sud-est       | Divisió Sud-est       | Divisió Sud-est       | Divisió Sud-est       | Divisió Sud-est       | Divisió Sud-est       | Divisió Sud-est        | Divisió Sud-est       | Divisió Sud-est       | Divisió Sud-est       | Divisió Sud-est       | Divisió Sud-est       | Divisió Sud-est       | Divisió Sud-est       | Charlotte Bobcats      | Charlotte Bobcats                   | Charlotte Bobcats     | Charlotte Bobcats     | Charlotte Bobcats     | Charlotte Bobcats     | Charlotte Hornets     | Divisió Sud-est      |
| Divisió Sud-est      | Divisió Sud-est        | Divisió Sud-est       | Divisió Sud-est           | Divisió Sud-est           | Divisió Sud-est           | Divisió Sud-est       | Divisió Sud-est       | Divisió Sud-est       | Divisió Sud-est       | Divisió Sud-est       | Divisió Sud-est       | Divisió Sud-est       | Divisió Sud-est       | Divisió Sud-est        | Divisió Sud-est       | Divisió Sud-est       | Divisió Sud-est       | Divisió Sud-est       | Divisió Sud-est       | Divisió Sud-est       | Divisió Sud-est       | Miami Heat             |                                     |                       |                       |                       |                       |                       | Divisió Sud-est      |
| Divisió Sud-est      | Divisió Sud-est        | Divisió Sud-est       | Divisió Sud-est           | Divisió Sud-est           | Divisió Sud-est           | Divisió Sud-est       | Divisió Sud-est       | Divisió Sud-est       | Divisió Sud-est       | Divisió Sud-est       | Divisió Sud-est       | Divisió Sud-est       | Divisió Sud-est       | Divisió Sud-est        | Divisió Sud-est       | Divisió Sud-est       | Divisió Sud-est       | Divisió Sud-est       | Divisió Sud-est       | Divisió Sud-est       | Divisió Sud-est       | Orlando Magic          |                                     |                       |                       |                       |                       |                       | Divisió Sud-est      |
| Divisió Sud-est      | Divisió Sud-est        | Divisió Sud-est       | Divisió Sud-est           | Divisió Sud-est           | Divisió Sud-est           | Divisió Sud-est       | Divisió Sud-est       | Divisió Sud-est       | Divisió Sud-est       | Divisió Sud-est       | Divisió Sud-est       | Divisió Sud-est       | Divisió Sud-est       | Divisió Sud-est        | Divisió Sud-est       | Divisió Sud-est       | Divisió Sud-est       | Divisió Sud-est       | Divisió Sud-est       | Divisió Sud-est       | Divisió Sud-est       | Washington Wizards     |                                     |                       |                       |                       |                       |                       | Divisió Sud-est      |
| Divisió Sud-est      | Divisió Sud-est        | Divisió Sud-est       | Divisió Sud-est           | Divisió Sud-est           | Divisió Sud-est           | Divisió Sud-est       | Divisió Sud-est       | Divisió Sud-est       | Divisió Sud-est       | Divisió Sud-est       | Divisió Sud-est       | Divisió Sud-est       | Divisió Sud-est       | Divisió Sud-est        | Divisió Sud-est       | Divisió Sud-est       | Divisió Sud-est       | Divisió Sud-est       | Divisió Sud-est       | Divisió Sud-est       | Divisió Sud-est       | 5 equips               |                                     |                       |                       |                       |                       |                       | Divisió Sud-est      |
| EST                  | 1970-1972              | 1970-1972             | 1972-1975                 | 1972-1975                 | 1972-1975                 | 1975-1976             | 1976-1978             | 1976-1978             | 1978-1979             | 1979-1980             | 1980-1985             | 1980-1985             | 1985-1988             | 1988-1989              | 1989-1990             | 1990-1991             | 1991-1995             | 1995-2001             | 1995-2001             | 2001-2004             | 2001-2004             | 2004-2014              | 2004-2014                           | 2004-2014             | 2004-2014             | 2004-2014             | 2004-2014             | 2014-avui             | EST                  |
| Divisió del Mig Oest | Chicago Bulls          | Chicago Bulls         | Chicago Bulls             | Chicago Bulls             | Chicago Bulls             | Chicago Bulls         | Chicago Bulls         | Chicago Bulls         | Chicago Bulls         | Chicago Bulls         |                       |                       |                       |                        |                       |                       |                       |                       |                       |                       |                       | Divisió del Mig Oest   | Divisió del Mig Oest                | Divisió del Mig Oest  | Divisió del Mig Oest  | Divisió del Mig Oest  | Divisió del Mig Oest  | Divisió del Mig Oest  | Divisió del Mig Oest |
| Divisió del Mig Oest | Detroit Pistons        |                       |                           |                           |                           |                       |                       |                       |                       |                       |                       |                       |                       |                        |                       |                       |                       |                       |                       |                       |                       | Divisió del Mig Oest   | Divisió del Mig Oest                | Divisió del Mig Oest  | Divisió del Mig Oest  | Divisió del Mig Oest  | Divisió del Mig Oest  | Divisió del Mig Oest  | Divisió del Mig Oest |
| Divisió del Mig Oest | Milwaukee Bucks        |                       |                           |                           |                           |                       |                       |                       |                       |                       |                       |                       |                       |                        |                       |                       |                       |                       |                       |                       |                       | Divisió del Mig Oest   | Divisió del Mig Oest                | Divisió del Mig Oest  | Divisió del Mig Oest  | Divisió del Mig Oest  | Divisió del Mig Oest  | Divisió del Mig Oest  | Divisió del Mig Oest |
| Divisió del Mig Oest | Phoenix Suns           |                       |                           |                           |                           |                       |                       |                       |                       |                       |                       |                       |                       |                        |                       |                       |                       |                       |                       |                       |                       | Divisió del Mig Oest   | Divisió del Mig Oest                | Divisió del Mig Oest  | Divisió del Mig Oest  | Divisió del Mig Oest  | Divisió del Mig Oest  | Divisió del Mig Oest  | Divisió del Mig Oest |
| Divisió del Mig Oest |                        |                       | Kansas City - Omaha Kings | Kansas City - Omaha Kings | Kansas City - Omaha Kings | Kansas City Kings     | Kansas City Kings     | Kansas City Kings     | Kansas City Kings     | Kansas City Kings     | Kansas City Kings     | Kansas City Kings     | Sacramento Kings      |                        |                       |                       |                       |                       |                       |                       |                       | Divisió del Mig Oest   | Divisió del Mig Oest                | Divisió del Mig Oest  | Divisió del Mig Oest  | Divisió del Mig Oest  | Divisió del Mig Oest  | Divisió del Mig Oest  | Divisió del Mig Oest |
| Divisió del Mig Oest |                        |                       |                           |                           |                           | Denver Nuggets        |                       |                       |                       |                       |                       |                       |                       |                        |                       |                       |                       |                       |                       |                       |                       | Divisió del Mig Oest   | Divisió del Mig Oest                | Divisió del Mig Oest  | Divisió del Mig Oest  | Divisió del Mig Oest  | Divisió del Mig Oest  | Divisió del Mig Oest  | Divisió del Mig Oest |
| Divisió del Mig Oest |                        |                       |                           |                           |                           | Indiana Pacers        |                       |                       |                       |                       |                       |                       |                       |                        |                       |                       |                       |                       |                       |                       |                       | Divisió del Mig Oest   | Divisió del Mig Oest                | Divisió del Mig Oest  | Divisió del Mig Oest  | Divisió del Mig Oest  | Divisió del Mig Oest  | Divisió del Mig Oest  | Divisió del Mig Oest |
| Divisió del Mig Oest |                        |                       |                           |                           |                           |                       |                       |                       | Utah Jazz             |                       |                       |                       |                       |                        |                       |                       |                       |                       |                       |                       |                       | Divisió del Mig Oest   | Divisió del Mig Oest                | Divisió del Mig Oest  | Divisió del Mig Oest  | Divisió del Mig Oest  | Divisió del Mig Oest  | Divisió del Mig Oest  | Divisió del Mig Oest |
| Divisió del Mig Oest |                        |                       |                           |                           |                           |                       |                       |                       |                       | Dallas Maverics       |                       |                       |                       |                        |                       |                       |                       |                       |                       |                       |                       | Divisió del Mig Oest   | Divisió del Mig Oest                | Divisió del Mig Oest  | Divisió del Mig Oest  | Divisió del Mig Oest  | Divisió del Mig Oest  | Divisió del Mig Oest  | Divisió del Mig Oest |
| Divisió del Mig Oest |                        |                       |                           |                           |                           |                       |                       |                       |                       | Houston Rockets       |                       |                       |                       |                        |                       |                       |                       |                       |                       |                       |                       | Divisió del Mig Oest   | Divisió del Mig Oest                | Divisió del Mig Oest  | Divisió del Mig Oest  | Divisió del Mig Oest  | Divisió del Mig Oest  | Divisió del Mig Oest  | Divisió del Mig Oest |
| Divisió del Mig Oest |                        |                       |                           |                           |                           |                       |                       |                       |                       | San Antonio Spurs     |                       |                       |                       |                        |                       |                       |                       |                       |                       |                       |                       | Divisió del Mig Oest   | Divisió del Mig Oest                | Divisió del Mig Oest  | Divisió del Mig Oest  | Divisió del Mig Oest  | Divisió del Mig Oest  | Divisió del Mig Oest  | Divisió del Mig Oest |
| Divisió del Mig Oest |                        |                       |                           |                           |                           |                       |                       |                       |                       |                       |                       |                       | Miami Heat            |                        |                       |                       |                       |                       |                       |                       |                       | Divisió del Mig Oest   | Divisió del Mig Oest                | Divisió del Mig Oest  | Divisió del Mig Oest  | Divisió del Mig Oest  | Divisió del Mig Oest  | Divisió del Mig Oest  | Divisió del Mig Oest |
| Divisió del Mig Oest |                        |                       |                           |                           |                           |                       |                       |                       |                       |                       |                       |                       |                       | Charlotte Hornets      |                       |                       |                       |                       |                       |                       |                       | Divisió del Mig Oest   | Divisió del Mig Oest                | Divisió del Mig Oest  | Divisió del Mig Oest  | Divisió del Mig Oest  | Divisió del Mig Oest  | Divisió del Mig Oest  | Divisió del Mig Oest |
| Divisió del Mig Oest |                        |                       |                           |                           |                           |                       |                       |                       |                       |                       |                       |                       |                       | Minnesota Timberwolves |                       |                       |                       |                       |                       |                       |                       | Divisió del Mig Oest   | Divisió del Mig Oest                | Divisió del Mig Oest  | Divisió del Mig Oest  | Divisió del Mig Oest  | Divisió del Mig Oest  | Divisió del Mig Oest  | Divisió del Mig Oest |
| Divisió del Mig Oest |                        |                       |                           |                           |                           |                       |                       |                       |                       |                       |                       |                       |                       |                        | Orlando Magic         |                       |                       |                       |                       |                       |                       | Divisió del Mig Oest   | Divisió del Mig Oest                | Divisió del Mig Oest  | Divisió del Mig Oest  | Divisió del Mig Oest  | Divisió del Mig Oest  | Divisió del Mig Oest  | Divisió del Mig Oest |
| Divisió del Mig Oest |                        |                       |                           |                           |                           |                       |                       |                       |                       |                       |                       |                       |                       |                        |                       |                       |                       | Vancouver Grizzlies   | Vancouver Grizzlies   | Memphis Grizzlies     | Memphis Grizzlies     | Divisió del Mig Oest   | Divisió del Mig Oest                | Divisió del Mig Oest  | Divisió del Mig Oest  | Divisió del Mig Oest  | Divisió del Mig Oest  | Divisió del Mig Oest  | Divisió del Mig Oest |
| Divisió del Mig Oest | 4 equips               | 4 equips              | 4 equips                  | 4 equips                  | 4 equips                  | 4 equips              | 6 equips              | 6 equips              | 5 equips              | 5 equips              | 6 equips              | 6 equips              | 6 equips              | 6 equips               | 7 equips              | 7 equips              | 6 equips              | 7 equips              | 7 equips              | 7 equips              | 7 equips              | Divisió del Mig Oest   | Divisió del Mig Oest                | Divisió del Mig Oest  | Divisió del Mig Oest  | Divisió del Mig Oest  | Divisió del Mig Oest  | Divisió del Mig Oest  | Divisió del Mig Oest |
| EST OEST             | 1970-1972              | 1970-1972             | 1972-1975                 | 1972-1975                 | 1972-1975                 | 1975-1976             | 1976-1978             | 1976-1978             | 1978-1979             | 1979-1980             | 1980-1985             | 1980-1985             | 1985-1988             | 1988-1989              | 1989-1990             | 1990-1991             | 1991-1995             | 1995-2001             | 1995-2001             | 2001-2004             | 2001-2004             | 2004-2008              | 2004-2008                           | 2004-2008             | 2008-avui             | 2008-avui             | 2008-avui             | 2008-avui             | EST OEST             |
| Divisió Nord-oest    | Divisió Nord-oest      | Divisió Nord-oest     | Divisió Nord-oest         | Divisió Nord-oest         | Divisió Nord-oest         | Divisió Nord-oest     | Divisió Nord-oest     | Divisió Nord-oest     | Divisió Nord-oest     | Divisió Nord-oest     | Divisió Nord-oest     | Divisió Nord-oest     | Divisió Nord-oest     | Divisió Nord-oest      | Divisió Nord-oest     | Divisió Nord-oest     | Divisió Nord-oest     | Divisió Nord-oest     | Divisió Nord-oest     | Divisió Nord-oest     | Divisió Nord-oest     | Denver Nuggets         | Denver Nuggets                      | Denver Nuggets        | Denver Nuggets        | Denver Nuggets        | Denver Nuggets        | Denver Nuggets        | Divisió Nord-oest    |
| Divisió Nord-oest    | Divisió Nord-oest      | Divisió Nord-oest     | Divisió Nord-oest         | Divisió Nord-oest         | Divisió Nord-oest         | Divisió Nord-oest     | Divisió Nord-oest     | Divisió Nord-oest     | Divisió Nord-oest     | Divisió Nord-oest     | Divisió Nord-oest     | Divisió Nord-oest     | Divisió Nord-oest     | Divisió Nord-oest      | Divisió Nord-oest     | Divisió Nord-oest     | Divisió Nord-oest     | Divisió Nord-oest     | Divisió Nord-oest     | Divisió Nord-oest     | Divisió Nord-oest     | Minnesota Timberwolves |                                     |                       |                       |                       |                       |                       | Divisió Nord-oest    |
| Divisió Nord-oest    | Divisió Nord-oest      | Divisió Nord-oest     | Divisió Nord-oest         | Divisió Nord-oest         | Divisió Nord-oest         | Divisió Nord-oest     | Divisió Nord-oest     | Divisió Nord-oest     | Divisió Nord-oest     | Divisió Nord-oest     | Divisió Nord-oest     | Divisió Nord-oest     | Divisió Nord-oest     | Divisió Nord-oest      | Divisió Nord-oest     | Divisió Nord-oest     | Divisió Nord-oest     | Divisió Nord-oest     | Divisió Nord-oest     | Divisió Nord-oest     | Divisió Nord-oest     | Seattle SuperSonics    | Seattle SuperSonics                 | Seattle SuperSonics   | Oklahoma City Thunder | Oklahoma City Thunder | Oklahoma City Thunder | Oklahoma City Thunder | Divisió Nord-oest    |
| Divisió Nord-oest    | Divisió Nord-oest      | Divisió Nord-oest     | Divisió Nord-oest         | Divisió Nord-oest         | Divisió Nord-oest         | Divisió Nord-oest     | Divisió Nord-oest     | Divisió Nord-oest     | Divisió Nord-oest     | Divisió Nord-oest     | Divisió Nord-oest     | Divisió Nord-oest     | Divisió Nord-oest     | Divisió Nord-oest      | Divisió Nord-oest     | Divisió Nord-oest     | Divisió Nord-oest     | Divisió Nord-oest     | Divisió Nord-oest     | Divisió Nord-oest     | Divisió Nord-oest     | Portland Trail Blazers |                                     |                       |                       |                       |                       |                       | Divisió Nord-oest    |
| Divisió Nord-oest    | Divisió Nord-oest      | Divisió Nord-oest     | Divisió Nord-oest         | Divisió Nord-oest         | Divisió Nord-oest         | Divisió Nord-oest     | Divisió Nord-oest     | Divisió Nord-oest     | Divisió Nord-oest     | Divisió Nord-oest     | Divisió Nord-oest     | Divisió Nord-oest     | Divisió Nord-oest     | Divisió Nord-oest      | Divisió Nord-oest     | Divisió Nord-oest     | Divisió Nord-oest     | Divisió Nord-oest     | Divisió Nord-oest     | Divisió Nord-oest     | Divisió Nord-oest     | Utah Jazz              |                                     |                       |                       |                       |                       |                       | Divisió Nord-oest    |
| Divisió Nord-oest    | Divisió Nord-oest      | Divisió Nord-oest     | Divisió Nord-oest         | Divisió Nord-oest         | Divisió Nord-oest         | Divisió Nord-oest     | Divisió Nord-oest     | Divisió Nord-oest     | Divisió Nord-oest     | Divisió Nord-oest     | Divisió Nord-oest     | Divisió Nord-oest     | Divisió Nord-oest     | Divisió Nord-oest      | Divisió Nord-oest     | Divisió Nord-oest     | Divisió Nord-oest     | Divisió Nord-oest     | Divisió Nord-oest     | Divisió Nord-oest     | Divisió Nord-oest     | 5 equips               |                                     |                       |                       |                       |                       |                       |                      |
| OEST                 | 1970-1971              | 1971-1972             | 1972-1978                 | 1972-1978                 | 1972-1978                 | 1972-1978             | 1972-1978             | 1972-1978             | 1978-1984             | 1978-1984             | 1978-1984             | 1984-1988             | 1984-1988             | 1988-2004              | 1988-2004             | 1988-2004             | 1988-2004             | 1988-2004             | 1988-2004             | 1988-2004             | 1988-2004             | 2004-2008              | 2004-2008                           | 2004-2008             | 2008-avui             | 2008-avui             | 2008-avui             | 2008-avui             | OEST                 |
| Divisió del Pacífic  | Los Angeles Lakers     | Los Angeles Lakers    | Los Angeles Lakers        | Los Angeles Lakers        | Los Angeles Lakers        | Los Angeles Lakers    | Los Angeles Lakers    | Los Angeles Lakers    | Los Angeles Lakers    | Los Angeles Lakers    | Los Angeles Lakers    | Los Angeles Lakers    | Los Angeles Lakers    | Los Angeles Lakers     | Los Angeles Lakers    | Los Angeles Lakers    | Los Angeles Lakers    | Los Angeles Lakers    | Los Angeles Lakers    | Los Angeles Lakers    | Los Angeles Lakers    | Los Angeles Lakers     | Los Angeles Lakers                  | Los Angeles Lakers    | Los Angeles Lakers    | Los Angeles Lakers    | Los Angeles Lakers    | Los Angeles Lakers    | Divisió del Pacífic  |
| Divisió del Pacífic  | Portland Trail Blazers |                       |                           |                           |                           |                       |                       |                       |                       |                       |                       |                       |                       |                        |                       |                       |                       |                       |                       |                       |                       |                        |                                     |                       |                       |                       |                       |                       | Divisió del Pacífic  |
| Divisió del Pacífic  | San Diego Rockets      | Houston Rockets       |                           |                           |                           |                       |                       |                       |                       |                       |                       |                       |                       |                        |                       |                       |                       |                       |                       |                       |                       |                        |                                     |                       |                       |                       |                       |                       | Divisió del Pacífic  |
| Divisió del Pacífic  | San Francisco Warriors | Golden State Warriors | Golden State Warriors     | Golden State Warriors     | Golden State Warriors     | Golden State Warriors | Golden State Warriors | Golden State Warriors | Golden State Warriors | Golden State Warriors | Golden State Warriors | Golden State Warriors | Golden State Warriors | Golden State Warriors  | Golden State Warriors | Golden State Warriors | Golden State Warriors | Golden State Warriors | Golden State Warriors | Golden State Warriors | Golden State Warriors | Golden State Warriors  | Golden State Warriors               | Golden State Warriors | Golden State Warriors | Golden State Warriors | Golden State Warriors | Golden State Warriors | Divisió del Pacífic  |
| Divisió del Pacífic  | Seattle SuperSonics    |                       |                           |                           |                           |                       |                       |                       |                       |                       |                       |                       |                       |                        |                       |                       |                       |                       |                       |                       |                       |                        |                                     |                       |                       |                       |                       |                       | Divisió del Pacífic  |
| Divisió del Pacífic  |                        | Phoenix Suns          |                           |                           |                           |                       |                       |                       |                       |                       |                       |                       |                       |                        |                       |                       |                       |                       |                       |                       |                       |                        |                                     |                       |                       |                       |                       |                       | Divisió del Pacífic  |
| Divisió del Pacífic  |                        |                       |                           |                           |                           |                       |                       |                       | San Diego Clippers    | San Diego Clippers    | San Diego Clippers    | Los Angeles Clippers  | Los Angeles Clippers  | Los Angeles Clippers   | Los Angeles Clippers  | Los Angeles Clippers  | Los Angeles Clippers  | Los Angeles Clippers  | Los Angeles Clippers  | Los Angeles Clippers  | Los Angeles Clippers  | Los Angeles Clippers   | Los Angeles Clippers                | Los Angeles Clippers  | Los Angeles Clippers  | Los Angeles Clippers  | Los Angeles Clippers  | Los Angeles Clippers  | Divisió del Pacífic  |
| Divisió del Pacífic  |                        |                       |                           |                           |                           |                       |                       |                       |                       |                       |                       |                       | Sacramento Kings      |                        |                       |                       |                       |                       |                       |                       |                       |                        |                                     |                       |                       |                       |                       |                       | Divisió del Pacífic  |
| Divisió del Pacífic  | 5 equips               | 5 equips              | 5 equips                  | 5 equips                  | 5 equips                  | 5 equips              | 5 equips              | 5 equips              | 6 equips              | 6 equips              | 6 equips              | 6 equips              | 6 equips              | 7 equips               | 7 equips              | 7 equips              | 7 equips              | 7 equips              | 7 equips              | 7 equips              | 7 equips              | 5 equips               | 5 equips                            | 5 equips              | 5 equips              | 5 equips              | 5 equips              | 5 equips              | Divisió del Pacífic  |
| OEST                 | 1970-1971              | 1971-1972             | 1972-1978                 | 1972-1978                 | 1972-1978                 | 1972-1978             | 1972-1978             | 1972-1978             | 1978-1984             | 1978-1984             | 1978-1984             | 1984-1988             | 1984-1988             | 1988-2004              | 1988-2004             | 1988-2004             | 1988-2004             | 1988-2004             | 1988-2004             | 1988-2004             | 1988-2004             | 2004-2005              | 2005-2007                           | 2007-2013             | 2007-2013             | 2007-2013             | 2013-avui             | 2013-avui             | OEST                 |
| Divisió Sud-oest     | Divisió Sud-oest       | Divisió Sud-oest      | Divisió Sud-oest          | Divisió Sud-oest          | Divisió Sud-oest          | Divisió Sud-oest      | Divisió Sud-oest      | Divisió Sud-oest      | Divisió Sud-oest      | Divisió Sud-oest      | Divisió Sud-oest      | Divisió Sud-oest      | Divisió Sud-oest      | Divisió Sud-oest       | Divisió Sud-oest      | Divisió Sud-oest      | Divisió Sud-oest      | Divisió Sud-oest      | Divisió Sud-oest      | Divisió Sud-oest      | Divisió Sud-oest      | Dallas Maverics        | Dallas Maverics                     | Dallas Maverics       | Dallas Maverics       | Dallas Maverics       | Dallas Maverics       | Dallas Maverics       | Divisió Sud-oest     |
| Divisió Sud-oest     | Divisió Sud-oest       | Divisió Sud-oest      | Divisió Sud-oest          | Divisió Sud-oest          | Divisió Sud-oest          | Divisió Sud-oest      | Divisió Sud-oest      | Divisió Sud-oest      | Divisió Sud-oest      | Divisió Sud-oest      | Divisió Sud-oest      | Divisió Sud-oest      | Divisió Sud-oest      | Divisió Sud-oest       | Divisió Sud-oest      | Divisió Sud-oest      | Divisió Sud-oest      | Divisió Sud-oest      | Divisió Sud-oest      | Divisió Sud-oest      | Divisió Sud-oest      | Houston Rockets        |                                     |                       |                       |                       |                       |                       | Divisió Sud-oest     |
| Divisió Sud-oest     | Divisió Sud-oest       | Divisió Sud-oest      | Divisió Sud-oest          | Divisió Sud-oest          | Divisió Sud-oest          | Divisió Sud-oest      | Divisió Sud-oest      | Divisió Sud-oest      | Divisió Sud-oest      | Divisió Sud-oest      | Divisió Sud-oest      | Divisió Sud-oest      | Divisió Sud-oest      | Divisió Sud-oest       | Divisió Sud-oest      | Divisió Sud-oest      | Divisió Sud-oest      | Divisió Sud-oest      | Divisió Sud-oest      | Divisió Sud-oest      | Divisió Sud-oest      | Memphis Grizzlies      |                                     |                       |                       |                       |                       |                       | Divisió Sud-oest     |
| Divisió Sud-oest     | Divisió Sud-oest       | Divisió Sud-oest      | Divisió Sud-oest          | Divisió Sud-oest          | Divisió Sud-oest          | Divisió Sud-oest      | Divisió Sud-oest      | Divisió Sud-oest      | Divisió Sud-oest      | Divisió Sud-oest      | Divisió Sud-oest      | Divisió Sud-oest      | Divisió Sud-oest      | Divisió Sud-oest       | Divisió Sud-oest      | Divisió Sud-oest      | Divisió Sud-oest      | Divisió Sud-oest      | Divisió Sud-oest      | Divisió Sud-oest      | Divisió Sud-oest      | New Orleans Hornets    | New Orleans - Oklahoma City Hornets | New Orleans Hornets   | New Orleans Hornets   | New Orleans Hornets   | New Orleans Pelicans  | New Orleans Pelicans  | Divisió Sud-oest     |
| Divisió Sud-oest     | Divisió Sud-oest       | Divisió Sud-oest      | Divisió Sud-oest          | Divisió Sud-oest          | Divisió Sud-oest          | Divisió Sud-oest      | Divisió Sud-oest      | Divisió Sud-oest      | Divisió Sud-oest      | Divisió Sud-oest      | Divisió Sud-oest      | Divisió Sud-oest      | Divisió Sud-oest      | Divisió Sud-oest       | Divisió Sud-oest      | Divisió Sud-oest      | Divisió Sud-oest      | Divisió Sud-oest      | Divisió Sud-oest      | Divisió Sud-oest      | Divisió Sud-oest      | San Antonio Spurs      |                                     |                       |                       |                       |                       |                       | Divisió Sud-oest     |
| Divisió Sud-oest     | Divisió Sud-oest       | Divisió Sud-oest      | Divisió Sud-oest          | Divisió Sud-oest          | Divisió Sud-oest          | Divisió Sud-oest      | Divisió Sud-oest      | Divisió Sud-oest      | Divisió Sud-oest      | Divisió Sud-oest      | Divisió Sud-oest      | Divisió Sud-oest      | Divisió Sud-oest      | Divisió Sud-oest       | Divisió Sud-oest      | Divisió Sud-oest      | Divisió Sud-oest      | Divisió Sud-oest      | Divisió Sud-oest      | Divisió Sud-oest      | Divisió Sud-oest      | 5 equips               |                                     |                       |                       |                       |                       |                       | Divisió Sud-oest     |
| OEST                 | 1970-2004              | 1970-2004             | 1970-2004                 | 1970-2004                 | 1970-2004                 | 1970-2004             | 1970-2004             | 1970-2004             | 1970-2004             | 1970-2004             | 1970-2004             | 1970-2004             | 1970-2004             | 1970-2004              | 1970-2004             | 1970-2004             | 1970-2004             | 1970-2004             | 1970-2004             | 1970-2004             | 1970-2004             | 2004-2005              | 2005-2007                           | 2007-2013             | 2007-2013             | 2007-2013             | 2013-avui             | 2013-avui             | OEST                 |

### Divisions per equips
- En els equips que han canviat de nom o ciutat, quan es repeteix el nom de Divisió, el tram esquerre es refereix al nom de la columna esquerra i el tram dret al nom de la columna dreta. Si s'ha produït algun canvi intermedi, es fa constar el nom de l'equip entre parèntesis.

|                           | 1970-1976            | 1970-1976            | 1970-1976            | 1970-1976                         | 1970-1976                            | 1970-1976                                | 1976-1977                                | 1977-1997                                | 1977-1997                                | 1977-1997                                | 1977-1997                                | 1977-1997                                | 1977-1997                              | 1977-1997                              | 1977-1997                              | 1977-1997                              | 1977-1997                              | 1995-2004                              | 1995-2004                           | 1995-2004                           | 1995-2004                             | 2004-2012                           | 2004-2012                                              | 2004-2012                              | 2004-2012                              | 2012-avui                              | 2012-avui                           | 2012-avui           |                        |
| Philadelphia 76ers        | Divisió Atlàntica    | Divisió Atlàntica    | Divisió Atlàntica    | Divisió Atlàntica                 | Divisió Atlàntica                    | Divisió Atlàntica                        | Divisió Atlàntica                        | Divisió Atlàntica                        | Divisió Atlàntica                        | Divisió Atlàntica                        | Divisió Atlàntica                        | Divisió Atlàntica                        | Divisió Atlàntica                      | Divisió Atlàntica                      | Divisió Atlàntica                      | Divisió Atlàntica                      | Divisió Atlàntica                      | Divisió Atlàntica                      | Divisió Atlàntica                   | Divisió Atlàntica                   | Divisió Atlàntica                     | Divisió Atlàntica                   | Divisió Atlàntica                                      | Divisió Atlàntica                      | Divisió Atlàntica                      | Divisió Atlàntica                      | Divisió Atlàntica                   | Divisió Atlàntica   | Philadelphia 76ers     |
| New York Knicks           | Divisió Atlàntica    | Divisió Atlàntica    | Divisió Atlàntica    | Divisió Atlàntica                 | Divisió Atlàntica                    | Divisió Atlàntica                        | Divisió Atlàntica                        | Divisió Atlàntica                        | Divisió Atlàntica                        | Divisió Atlàntica                        | Divisió Atlàntica                        | Divisió Atlàntica                        | Divisió Atlàntica                      | Divisió Atlàntica                      | Divisió Atlàntica                      | Divisió Atlàntica                      | Divisió Atlàntica                      | Divisió Atlàntica                      | Divisió Atlàntica                   | Divisió Atlàntica                   | Divisió Atlàntica                     | Divisió Atlàntica                   | Divisió Atlàntica                                      | Divisió Atlàntica                      | Divisió Atlàntica                      | Divisió Atlàntica                      | Divisió Atlàntica                   | Divisió Atlàntica   | New York Knicks        |
| Boston Celtics            | Divisió Atlàntica    | Divisió Atlàntica    | Divisió Atlàntica    | Divisió Atlàntica                 | Divisió Atlàntica                    | Divisió Atlàntica                        | Divisió Atlàntica                        | Divisió Atlàntica                        | Divisió Atlàntica                        | Divisió Atlàntica                        | Divisió Atlàntica                        | Divisió Atlàntica                        | Divisió Atlàntica                      | Divisió Atlàntica                      | Divisió Atlàntica                      | Divisió Atlàntica                      | Divisió Atlàntica                      | Divisió Atlàntica                      | Divisió Atlàntica                   | Divisió Atlàntica                   | Divisió Atlàntica                     | Divisió Atlàntica                   | Divisió Atlàntica                                      | Divisió Atlàntica                      | Divisió Atlàntica                      | Divisió Atlàntica                      | Divisió Atlàntica                   | Divisió Atlàntica   | Boston Celtics         |
| New York Nets             |                      |                      |                      |                                   |                                      |                                          | Divisió Atlàntica                        | Divisió Atlàntica (New Jersey Nets)      | Divisió Atlàntica (New Jersey Nets)      | Divisió Atlàntica (New Jersey Nets)      | Divisió Atlàntica (New Jersey Nets)      | Divisió Atlàntica (New Jersey Nets)      | Divisió Atlàntica (New Jersey Nets)    | Divisió Atlàntica (New Jersey Nets)    | Divisió Atlàntica (New Jersey Nets)    | Divisió Atlàntica (New Jersey Nets)    | Divisió Atlàntica (New Jersey Nets)    | Divisió Atlàntica (New Jersey Nets)    | Divisió Atlàntica (New Jersey Nets) | Divisió Atlàntica (New Jersey Nets) | Divisió Atlàntica (New Jersey Nets)   | Divisió Atlàntica (New Jersey Nets) | Divisió Atlàntica (New Jersey Nets)                    | Divisió Atlàntica (New Jersey Nets)    | Divisió Atlàntica (New Jersey Nets)    | Divisió Atlàntica                      | Divisió Atlàntica                   | Divisió Atlàntica   | Brooklin Nets          |
| Toronto Raptors           |                      |                      |                      |                                   |                                      |                                          |                                          |                                          |                                          |                                          |                                          |                                          |                                        |                                        |                                        |                                        |                                        | Divisió Central                        | Divisió Central                     | Divisió Central                     | Divisió Central                       | Divisió Atlàntica                   | Divisió Atlàntica                                      | Divisió Atlàntica                      | Divisió Atlàntica                      | Divisió Atlàntica                      | Divisió Atlàntica                   | Divisió Atlàntica   | Toronto Raptors        |
|                           | 1970-1976            | 1970-1976            | 1970-1976            | 1970-1976                         | 1970-1976                            | 1970-1976                                | 1976-1977                                | 1977-1978                                | 1978-1979                                | 1979-1980                                | 1980-1995                                | 1980-1995                                | 1980-1995                              | 1980-1995                              | 1980-1995                              | 1980-1995                              | 1980-1995                              | 1995-2004                              | 1995-2004                           | 1995-2004                           | 1995-2004                             | 2004-2012                           | 2004-2012                                              | 2004-2012                              | 2004-2012                              | 2012-avui                              | 2012-avui                           | 2012-avui           |                        |
| Cleveland Cavaliers       | Divisió Central      | Divisió Central      | Divisió Central      | Divisió Central                   | Divisió Central                      | Divisió Central                          | Divisió Central                          | Divisió Central                          | Divisió Central                          | Divisió Central                          | Divisió Central                          | Divisió Central                          | Divisió Central                        | Divisió Central                        | Divisió Central                        | Divisió Central                        | Divisió Central                        | Divisió Central                        | Divisió Central                     | Divisió Central                     | Divisió Central                       | Divisió Central                     | Divisió Central                                        | Divisió Central                        | Divisió Central                        | Divisió Central                        | Divisió Central                     | Divisió Central     | Cleveland Cavaliers    |
| Detroit Pistons           | Divisió del Mig Oest | Divisió del Mig Oest | Divisió del Mig Oest | Divisió del Mig Oest              | Divisió del Mig Oest                 | Divisió del Mig Oest                     | Divisió del Mig Oest                     | Divisió del Mig Oest                     | Divisió Central                          | Divisió Central                          | Divisió Central                          | Divisió Central                          | Divisió Central                        | Divisió Central                        | Divisió Central                        | Divisió Central                        | Divisió Central                        | Divisió Central                        | Divisió Central                     | Divisió Central                     | Divisió Central                       | Divisió Central                     | Divisió Central                                        | Divisió Central                        | Divisió Central                        | Divisió Central                        | Divisió Central                     | Divisió Central     | Detroit Pistons        |
| Indiana Pacers            |                      |                      |                      |                                   |                                      |                                          | Divisió del Mig Oest                     | Divisió del Mig Oest                     | Divisió del Mig Oest                     | Divisió Central                          | Divisió Central                          | Divisió Central                          | Divisió Central                        | Divisió Central                        | Divisió Central                        | Divisió Central                        | Divisió Central                        | Divisió Central                        | Divisió Central                     | Divisió Central                     | Divisió Central                       | Divisió Central                     | Divisió Central                                        | Divisió Central                        | Divisió Central                        | Divisió Central                        | Divisió Central                     | Divisió Central     | Indiana Pacers         |
| Chicago Bulls             | Divisió del Mig Oest | Divisió del Mig Oest | Divisió del Mig Oest | Divisió del Mig Oest              | Divisió del Mig Oest                 | Divisió del Mig Oest                     | Divisió del Mig Oest                     | Divisió del Mig Oest                     | Divisió del Mig Oest                     | Divisió del Mig Oest                     | Divisió Central                          | Divisió Central                          | Divisió Central                        | Divisió Central                        | Divisió Central                        | Divisió Central                        | Divisió Central                        | Divisió Central                        | Divisió Central                     | Divisió Central                     | Divisió Central                       | Divisió Central                     | Divisió Central                                        | Divisió Central                        | Divisió Central                        | Divisió Central                        | Divisió Central                     | Divisió Central     | Chicago Bulls          |
| Milwaukee Bucks           | Divisió del Mig Oest | Divisió del Mig Oest | Divisió del Mig Oest | Divisió del Mig Oest              | Divisió del Mig Oest                 | Divisió del Mig Oest                     | Divisió del Mig Oest                     | Divisió del Mig Oest                     | Divisió del Mig Oest                     | Divisió del Mig Oest                     | Divisió Central                          | Divisió Central                          | Divisió Central                        | Divisió Central                        | Divisió Central                        | Divisió Central                        | Divisió Central                        | Divisió Central                        | Divisió Central                     | Divisió Central                     | Divisió Central                       | Divisió Central                     | Divisió Central                                        | Divisió Central                        | Divisió Central                        | Divisió Central                        | Divisió Central                     | Divisió Central     | Milwaukee Bucks        |
|                           | 1970-1973            | 1970-1973            | 1970-1973            | 1973-1974                         | 1974-1976                            | 1974-1976                                | 1976-1978                                | 1976-1978                                | 1978-1979                                | 1979-1980                                | 1980-1988                                | 1980-1988                                | 1980-1988                              | 1988-1989                              | 1989-1990                              | 1990-1991                              | 1991-1997                              | 1991-1997                              | 1997-2004                           | 1997-2004                           | 1997-2004                             | 2004-2014                           | 2004-2014                                              | 2004-2014                              | 2004-2014                              | 2004-2014                              | 2004-2014                           | 2014-avui           |                        |
| Charlotte Hornets         |                      |                      |                      |                                   |                                      |                                          |                                          |                                          |                                          |                                          |                                          |                                          |                                        | Divisió Atlàntica                      | Divisió del Mig Oest                   | Divisió Central                        | Divisió Central                        | Divisió Central                        | Divisió Central                     | Divisió Central                     | Divisió Central (New Orleans Hornets) | Divisió Sud-est (Charlotte Bobcats) | Divisió Sud-est (Charlotte Bobcats)                    | Divisió Sud-est (Charlotte Bobcats)    | Divisió Sud-est (Charlotte Bobcats)    | Divisió Sud-est (Charlotte Bobcats)    | Divisió Sud-est (Charlotte Bobcats) | Divisió Sud-est     | Charlotte Hornets      |
| Atlanta Hawks             | Divisió Central      | Divisió Central      | Divisió Central      | Divisió Central                   | Divisió Central                      | Divisió Central                          | Divisió Central                          | Divisió Central                          | Divisió Central                          | Divisió Central                          | Divisió Central                          | Divisió Central                          | Divisió Central                        | Divisió Central                        | Divisió Central                        | Divisió Central                        | Divisió Central                        | Divisió Central                        | Divisió Central                     | Divisió Central                     | Divisió Central                       | Divisió Sud-est                     | Divisió Sud-est                                        | Divisió Sud-est                        | Divisió Sud-est                        | Divisió Sud-est                        | Divisió Sud-est                     | Divisió Sud-est     | Atlanta Hawks          |
| Miami Heat                |                      |                      |                      |                                   |                                      |                                          |                                          |                                          |                                          |                                          |                                          |                                          |                                        | Divisió del Mig Oest                   | Divisió Atlàntica                      | Divisió Atlàntica                      | Divisió Atlàntica                      | Divisió Atlàntica                      | Divisió Atlàntica                   | Divisió Atlàntica                   | Divisió Atlàntica                     | Divisió Sud-est                     | Divisió Sud-est                                        | Divisió Sud-est                        | Divisió Sud-est                        | Divisió Sud-est                        | Divisió Sud-est                     | Divisió Sud-est     | Miami Heat             |
| Orlando Magic             |                      |                      |                      |                                   |                                      |                                          |                                          |                                          |                                          |                                          |                                          |                                          |                                        |                                        | Divisió Central                        | Divisió del Mig Oest                   | Divisió Atlàntica                      | Divisió Atlàntica                      | Divisió Atlàntica                   | Divisió Atlàntica                   | Divisió Atlàntica                     | Divisió Sud-est                     | Divisió Sud-est                                        | Divisió Sud-est                        | Divisió Sud-est                        | Divisió Sud-est                        | Divisió Sud-est                     | Divisió Sud-est     | Orlando Magic          |
| Baltimore Bullets         | Divisió Central      | Divisió Central      | Divisió Central      | Divisió Central (Capital Bullets) | Divisió Central (Washington Bullets) | Divisió Central (Washington Bullets)     | Divisió Central (Washington Bullets)     | Divisió Central (Washington Bullets)     | Divisió Atlàntica (Washington Bullets)   | Divisió Atlàntica (Washington Bullets)   | Divisió Atlàntica (Washington Bullets)   | Divisió Atlàntica (Washington Bullets)   | Divisió Atlàntica (Washington Bullets) | Divisió Atlàntica (Washington Bullets) | Divisió Atlàntica (Washington Bullets) | Divisió Atlàntica (Washington Bullets) | Divisió Atlàntica (Washington Bullets) | Divisió Atlàntica (Washington Bullets) | Divisió Atlàntica                   | Divisió Atlàntica                   | Divisió Atlàntica                     | Divisió Sud-est                     | Divisió Sud-est                                        | Divisió Sud-est                        | Divisió Sud-est                        | Divisió Sud-est                        | Divisió Sud-est                     | Divisió Sud-est     | Washington Wizards     |
|                           | 1970-1973            | 1970-1973            | 1970-1973            | 1973-1974                         | 1974-1978                            | 1974-1978                                | 1974-1978                                | 1974-1978                                | 1978-1979                                | 1979-1988                                | 1979-1988                                | 1979-1988                                | 1979-1988                              | 1988-1989                              | 1989-1990                              | 1990-1991                              | 1991-1997                              | 1991-1997                              | 1997-2004                           | 1997-2004                           | 1997-2004                             | 2004-2008                           | 2004-2008                                              | 2004-2008                              | 2008-2014                              | 2008-2014                              | 2008-2014                           | 2014-avui           |                        |
| Denver Nuggets            |                      |                      |                      |                                   |                                      |                                          | Divisió del Mig Oest                     | Divisió del Mig Oest                     | Divisió del Mig Oest                     | Divisió del Mig Oest                     | Divisió del Mig Oest                     | Divisió del Mig Oest                     | Divisió del Mig Oest                   | Divisió del Mig Oest                   | Divisió del Mig Oest                   | Divisió del Mig Oest                   | Divisió del Mig Oest                   | Divisió del Mig Oest                   | Divisió del Mig Oest                | Divisió del Mig Oest                | Divisió del Mig Oest                  | Divisió Nord-oest                   | Divisió Nord-oest                                      | Divisió Nord-oest                      | Divisió Nord-oest                      | Divisió Nord-oest                      | Divisió Nord-oest                   | Divisió Nord-oest   | Denver Nuggets         |
| Minnesota Timberwolves    |                      |                      |                      |                                   |                                      |                                          |                                          |                                          |                                          |                                          |                                          |                                          |                                        |                                        | Divisió del Mig Oest                   | Divisió del Mig Oest                   | Divisió del Mig Oest                   | Divisió del Mig Oest                   | Divisió del Mig Oest                | Divisió del Mig Oest                | Divisió del Mig Oest                  | Divisió Nord-oest                   | Divisió Nord-oest                                      | Divisió Nord-oest                      | Divisió Nord-oest                      | Divisió Nord-oest                      | Divisió Nord-oest                   | Divisió Nord-oest   | Minnesota Timberwolves |
| New Orleans Jazz          |                      |                      |                      |                                   | Divisió Central                      | Divisió Central                          | Divisió Central                          | Divisió Central                          | Divisió Central                          | Divisió del Mig Oest (Utah Jazz)         | Divisió del Mig Oest (Utah Jazz)         | Divisió del Mig Oest (Utah Jazz)         | Divisió del Mig Oest (Utah Jazz)       | Divisió del Mig Oest (Utah Jazz)       | Divisió del Mig Oest (Utah Jazz)       | Divisió del Mig Oest (Utah Jazz)       | Divisió del Mig Oest (Utah Jazz)       | Divisió del Mig Oest (Utah Jazz)       | Divisió del Mig Oest (Utah Jazz)    | Divisió del Mig Oest (Utah Jazz)    | Divisió del Mig Oest (Utah Jazz)      | Divisió Nord-oest                   | Divisió Nord-oest                                      | Divisió Nord-oest                      | Divisió Nord-oest                      | Divisió Nord-oest                      | Divisió Nord-oest                   | Divisió Nord-oest   | Utah Jazz              |
| Portland Trail Blazers    | Divisió del Pacífic  | Divisió del Pacífic  | Divisió del Pacífic  | Divisió del Pacífic               | Divisió del Pacífic                  | Divisió del Pacífic                      | Divisió del Pacífic                      | Divisió del Pacífic                      | Divisió del Pacífic                      | Divisió del Pacífic                      | Divisió del Pacífic                      | Divisió del Pacífic                      | Divisió del Pacífic                    | Divisió del Pacífic                    | Divisió del Pacífic                    | Divisió del Pacífic                    | Divisió del Pacífic                    | Divisió del Pacífic                    | Divisió del Pacífic                 | Divisió del Pacífic                 | Divisió del Pacífic                   | Divisió Nord-oest                   | Divisió Nord-oest                                      | Divisió Nord-oest                      | Divisió Nord-oest                      | Divisió Nord-oest                      | Divisió Nord-oest                   | Divisió Nord-oest   | Portland Trail Blazers |
| Seattle SuperSonics       | Divisió del Pacífic  | Divisió del Pacífic  | Divisió del Pacífic  | Divisió del Pacífic               | Divisió del Pacífic                  | Divisió del Pacífic                      | Divisió del Pacífic                      | Divisió del Pacífic                      | Divisió del Pacífic                      | Divisió del Pacífic                      | Divisió del Pacífic                      | Divisió del Pacífic                      | Divisió del Pacífic                    | Divisió del Pacífic                    | Divisió del Pacífic                    | Divisió del Pacífic                    | Divisió del Pacífic                    | Divisió del Pacífic                    | Divisió del Pacífic                 | Divisió del Pacífic                 | Divisió del Pacífic                   | Divisió Nord-oest                   | Divisió Nord-oest                                      | Divisió Nord-oest                      | Divisió Nord-oest                      | Divisió Nord-oest                      | Divisió Nord-oest                   | Divisió Nord-oest   | Oklahoma City Thunder  |
|                           | 1970-1971            | 1971-1972            | 1972-1975            | 1972-1975                         | 1972-1975                            | 1975-1978                                | 1975-1978                                | 1975-1978                                | 1978-1979                                | 1979-1984                                | 1979-1984                                | 1984-1985                                | 1985-1988                              | 1988-1989                              | 1989-2004                              | 1989-2004                              | 1989-2004                              | 1989-2004                              | 1989-2004                           | 1989-2004                           | 1989-2004                             | 2004-2008                           | 2004-2008                                              | 2004-2008                              | 2008-avui                              | 2008-avui                              | 2008-avui                           | 2008-avui           |                        |
| Los Angeles Lakers        | Divisió del Pacífic  | Divisió del Pacífic  | Divisió del Pacífic  | Divisió del Pacífic               | Divisió del Pacífic                  | Divisió del Pacífic                      | Divisió del Pacífic                      | Divisió del Pacífic                      | Divisió del Pacífic                      | Divisió del Pacífic                      | Divisió del Pacífic                      | Divisió del Pacífic                      | Divisió del Pacífic                    | Divisió del Pacífic                    | Divisió del Pacífic                    | Divisió del Pacífic                    | Divisió del Pacífic                    | Divisió del Pacífic                    | Divisió del Pacífic                 | Divisió del Pacífic                 | Divisió del Pacífic                   | Divisió del Pacífic                 | Divisió del Pacífic                                    | Divisió del Pacífic                    | Divisió del Pacífic                    | Divisió del Pacífic                    | Divisió del Pacífic                 | Divisió del Pacífic | Los Angeles Lakers     |
| San Francisco Warriors    | Divisió del Pacífic  | Divisió del Pacífic  | Divisió del Pacífic  | Divisió del Pacífic               | Divisió del Pacífic                  | Divisió del Pacífic                      | Divisió del Pacífic                      | Divisió del Pacífic                      | Divisió del Pacífic                      | Divisió del Pacífic                      | Divisió del Pacífic                      | Divisió del Pacífic                      | Divisió del Pacífic                    | Divisió del Pacífic                    | Divisió del Pacífic                    | Divisió del Pacífic                    | Divisió del Pacífic                    | Divisió del Pacífic                    | Divisió del Pacífic                 | Divisió del Pacífic                 | Divisió del Pacífic                   | Divisió del Pacífic                 | Divisió del Pacífic                                    | Divisió del Pacífic                    | Divisió del Pacífic                    | Divisió del Pacífic                    | Divisió del Pacífic                 | Divisió del Pacífic | Golden State Warriors  |
| Phonenix Suns             | Divisió del Mig Oest | Divisió del Mig Oest | Divisió del Pacífic  | Divisió del Pacífic               | Divisió del Pacífic                  | Divisió del Pacífic                      | Divisió del Pacífic                      | Divisió del Pacífic                      | Divisió del Pacífic                      | Divisió del Pacífic                      | Divisió del Pacífic                      | Divisió del Pacífic                      | Divisió del Pacífic                    | Divisió del Pacífic                    | Divisió del Pacífic                    | Divisió del Pacífic                    | Divisió del Pacífic                    | Divisió del Pacífic                    | Divisió del Pacífic                 | Divisió del Pacífic                 | Divisió del Pacífic                   | Divisió del Pacífic                 | Divisió del Pacífic                                    | Divisió del Pacífic                    | Divisió del Pacífic                    | Divisió del Pacífic                    | Divisió del Pacífic                 | Divisió del Pacífic | Phoenix Suns           |
| San Diego Clippers        |                      |                      |                      |                                   |                                      |                                          |                                          |                                          | Divisió del Pacífic                      | Divisió del Pacífic                      | Divisió del Pacífic                      | Divisió del Pacífic                      | Divisió del Pacífic                    | Divisió del Pacífic                    | Divisió del Pacífic                    | Divisió del Pacífic                    | Divisió del Pacífic                    | Divisió del Pacífic                    | Divisió del Pacífic                 | Divisió del Pacífic                 | Divisió del Pacífic                   | Divisió del Pacífic                 | Divisió del Pacífic                                    | Divisió del Pacífic                    | Divisió del Pacífic                    | Divisió del Pacífic                    | Divisió del Pacífic                 | Divisió del Pacífic | Los Angeles Clippers   |
| Kansas City - Omaha Kings |                      |                      | Divisió del Mig Oest | Divisió del Mig Oest              | Divisió del Mig Oest                 | Divisió del Mig Oest (Kansas City Kings) | Divisió del Mig Oest (Kansas City Kings) | Divisió del Mig Oest (Kansas City Kings) | Divisió del Mig Oest (Kansas City Kings) | Divisió del Mig Oest (Kansas City Kings) | Divisió del Mig Oest (Kansas City Kings) | Divisió del Mig Oest (Kansas City Kings) | Divisió del Mig Oest                   | Divisió del Pacífic                    | Divisió del Pacífic                    | Divisió del Pacífic                    | Divisió del Pacífic                    | Divisió del Pacífic                    | Divisió del Pacífic                 | Divisió del Pacífic                 | Divisió del Pacífic                   | Divisió del Pacífic                 | Divisió del Pacífic                                    | Divisió del Pacífic                    | Divisió del Pacífic                    | Divisió del Pacífic                    | Divisió del Pacífic                 | Divisió del Pacífic | Sacramento Kings       |
|                           | 1970-1971            | 1971-1972            | 1972-1975            | 1972-1975                         | 1972-1975                            | 1975-1976                                | 1976-1978                                | 1976-1978                                | 1978-1980                                | 1978-1980                                | 1980-1984                                | 1984-1985                                | 1985-1988                              | 1988-1989                              | 1989-1990                              | 1990-1995                              | 1990-1995                              | 1995-2001                              | 1995-2001                           | 2001-2002                           | 2002-2004                             | 2004-2005                           | 2005-2007                                              | 2007-2013                              | 2007-2013                              | 2007-2013                              | 2013-avui                           | 2013-avui           |                        |
| Dallas Maverics           |                      |                      |                      |                                   |                                      |                                          |                                          |                                          |                                          |                                          | Divisió del Mig Oest                     | Divisió del Mig Oest                     | Divisió del Mig Oest                   | Divisió del Mig Oest                   | Divisió del Mig Oest                   | Divisió del Mig Oest                   | Divisió del Mig Oest                   | Divisió del Mig Oest                   | Divisió del Mig Oest                | Divisió del Mig Oest                | Divisió del Mig Oest                  | Divisió Sud-oest                    | Divisió Sud-oest                                       | Divisió Sud-oest                       | Divisió Sud-oest                       | Divisió Sud-oest                       | Divisió Sud-oest                    | Divisió Sud-oest    | Dallas Maverics        |
| San Diego Rockets         | Divisió del Pacífic  | Divisió del Pacífic  | Divisió Central      | Divisió Central                   | Divisió Central                      | Divisió Central                          | Divisió Central                          | Divisió Central                          | Divisió Central                          | Divisió Central                          | Divisió del Mig Oest                     | Divisió del Mig Oest                     | Divisió del Mig Oest                   | Divisió del Mig Oest                   | Divisió del Mig Oest                   | Divisió del Mig Oest                   | Divisió del Mig Oest                   | Divisió del Mig Oest                   | Divisió del Mig Oest                | Divisió del Mig Oest                | Divisió del Mig Oest                  | Divisió Sud-oest                    | Divisió Sud-oest                                       | Divisió Sud-oest                       | Divisió Sud-oest                       | Divisió Sud-oest                       | Divisió Sud-oest                    | Divisió Sud-oest    | Houston Rockets        |
| San Antonio Spurs         |                      |                      |                      |                                   |                                      |                                          | Divisió Central                          | Divisió Central                          | Divisió Central                          | Divisió Central                          | Divisió del Mig Oest                     | Divisió del Mig Oest                     | Divisió del Mig Oest                   | Divisió del Mig Oest                   | Divisió del Mig Oest                   | Divisió del Mig Oest                   | Divisió del Mig Oest                   | Divisió del Mig Oest                   | Divisió del Mig Oest                | Divisió del Mig Oest                | Divisió del Mig Oest                  | Divisió Sud-oest                    | Divisió Sud-oest                                       | Divisió Sud-oest                       | Divisió Sud-oest                       | Divisió Sud-oest                       | Divisió Sud-oest                    | Divisió Sud-oest    | San Antonio Spurs      |
| Vancouver Grizzlies       |                      |                      |                      |                                   |                                      |                                          |                                          |                                          |                                          |                                          |                                          |                                          |                                        |                                        |                                        |                                        |                                        | Divisió del Mig Oest                   | Divisió del Mig Oest                | Divisió del Mig Oest                | Divisió del Mig Oest                  | Divisió Sud-oest                    | Divisió Sud-oest                                       | Divisió Sud-oest                       | Divisió Sud-oest                       | Divisió Sud-oest                       | Divisió Sud-oest                    | Divisió Sud-oest    | Memphis Grizzlies      |
| New Orleans Hornets       |                      |                      |                      |                                   |                                      |                                          |                                          |                                          |                                          |                                          |                                          |                                          |                                        |                                        |                                        |                                        |                                        |                                        |                                     |                                     |                                       | Divisió Sud-oest                    | Divisió Sud-oest (New Orleans - Oklahoma City Hornets) | Divisió Sud-oest (New Orleans Hornets) | Divisió Sud-oest (New Orleans Hornets) | Divisió Sud-oest (New Orleans Hornets) | Divisió Sud-oest                    | Divisió Sud-oest    | New Orleans Pelicans   |
|                           | 1970-1971            | 1971-1972            | 1972-1976            | 1972-1976                         | 1972-1976                            | 1972-1976                                | 1976-1980                                | 1976-1980                                | 1976-1980                                | 1976-1980                                | 1980-1988                                | 1980-1988                                | 1980-1988                              | 1988-1989                              | 1989-1990                              | 1990-1995                              | 1990-1995                              | 1995-2001                              | 1995-2001                           | 2001-2002                           | 2002-2004                             | 2004-2005                           | 2005-2007                                              | 2007-2013                              | 2007-2013                              | 2007-2013                              | 2013-avui                           | 2013-avui           |                        |
| Buffalo Braves            | Divisió Atlàntica    | Divisió Atlàntica    | Divisió Atlàntica    | Divisió Atlàntica                 | Divisió Atlàntica                    | Divisió Atlàntica                        | Divisió Atlàntica                        |                                          |                                          |                                          |                                          |                                          |                                        |                                        |                                        |                                        |                                        |                                        |                                     |                                     |                                       |                                     |                                                        |                                        |                                        |                                        |                                     |                     |                        |
| Cincinnati Royals         | Divisió Central      | Divisió Central      |                      |                                   |                                      |                                          |                                          |                                          |                                          |                                          |                                          |                                          |                                        |                                        |                                        |                                        |                                        |                                        |                                     |                                     |                                       |                                     |                                                        |                                        |                                        |                                        |                                     |                     |                        |
|                           | 1970-1972            | 1970-1972            | 1972-1977            | 1972-1977                         | 1972-1977                            | 1972-1977                                | 1972-1977                                | 1977-2015                                | 1977-2015                                | 1977-2015                                | 1977-2015                                | 1977-2015                                | 1977-2015                              | 1977-2015                              | 1977-2015                              | 1977-2015                              | 1977-2015                              | 1977-2015                              | 1977-2015                           | 1977-2015                           | 1977-2015                             | 1977-2015                           | 1977-2015                                              | 1977-2015                              | 1977-2015                              | 1977-2015                              | 1977-2015                           |                     |                        |
| ------------------------- | -------------------- | -------------------- | -------------------- | --------------------------------- | ------------------------------------ | ---------------------------------------- | ---------------------------------------- | ---------------------------------------- | ---------------------------------------- | ---------------------------------------- | ---------------------------------------- | ---------------------------------------- | -------------------------------------- | -------------------------------------- | -------------------------------------- | -------------------------------------- | -------------------------------------- | -------------------------------------- | ----------------------------------- | ----------------------------------- | ------------------------------------- | ----------------------------------- | ------------------------------------------------------ | -------------------------------------- | -------------------------------------- | -------------------------------------- | ----------------------------------- | ------------------- | ---------------------- |

## Presidents i comissionats
- Maurice Podoloff, president des de 1946 fins al 1963
- Walter Kennedy, president des de 1963 fins al 1967 i comisionari des de 1967 fins al 1975
- Larry O'Brien, comissionat des de 1975 fins al 1984
- David Stern, comissionat des de 1984 fins al 2014
- Adam Silver, comissionat des de 2014.[8]

### Seguidors famosos
- Big Boi - Atlanta Hawks
- Jimmy Buffett - Miami Heat
- David Caruso - Miami Heat
- Dyan Cannon - Los Angeles Lakers
- Billy Crystal - Los Angeles Clippers
- Bill Gates - Seattle Supersonics
- Jay-Z - Brooklyn Nets
- Spike Lee - New York Knicks
- Penny Marshall - Los Angeles Lakers
- Jack Nicholson - Los Angeles Lakers

## Jugadors dels Països Catalans
Un total de 8 jugadors dels Països Catalans han disputat l'NBA: Pau Gasol, Raül López, Juan Carlos Navarro, Marc Gasol, Rudy Fernández, Ricky Rubio, Víctor Claver i Àlex Abrines.

### Oficials
- NBA.com (anglès)
- Associació Nacional de Jugadors de Bàsquet de l'NBA (anglès)

### No oficials
- Fitxes de jugadors NBA Més de 1.000 fitxes amb totes les dades: estadístiques, draft, finals, premis (català)
- Portal sobre l'NBA i el bàsquet en general, amb molta informació interessant (anglès)
- NBA News Arxivat 2017-07-13 a Wayback Machine. (anglès)